# A Budapest Honvéd FC 2018–2019-es szezonja
Ez a szócikk a Budapest Honvéd 2018–2019-es szezonjáról szól.
A Budapest Honvéd a 2018–2019-es Európa-liga 1. selejtezőkörében a macedón FK Rabotnicski-t verte ki 5–2-es összesítéssel; az első mérkőzés idegenben 2–1-es vereséggel zárult, míg a hazai visszavágón 4–0-ra győzött a magyar csapat.

## Mezek
| Hazai | Vendég | Harmadik |

## Statisztikák
Utolsó elszámolt mérkőzés: 2018. november 3.

### Összesített statisztika
A felkészülési mérkőzéseket nem vettük figyelembe.
| Lejátszott mérkőzés                             | 19 (13 bajnokság, 2 Magyar kupa, 4 Európa-liga) |
| Győzelem                                        | 12 (8 bajnokság, 2 Magyar kupa, 2 Európa-liga) |
| Döntetlen                                       | 2 (2 bajnokság, 0 Magyar kupa, 0 Európa-liga) |
| Vereség                                         | 5 (3 bajnokság, 0 Magyar kupa, 2 Európa-liga) |
| Szerzett gól                                    | 31 (18 bajnokság, 7 Magyar kupa, 6 Európa-liga) |
| Kapott gól                                      | 12 (8 bajnokság, 0 Magyar kupa, 4 Európa-liga) |
| Gólkülönbség                                    | +19 (+10 bajnokság, +7 Magyar kupa, +2 Európa-liga) |
| Sárga lap                                       | 36 (25 bajnokság, 5 Magyar kupa, 8 Európa-liga) |
| Kiállítás                                       | 1 (1 bajnokság, 0 Magyar kupa, 0 Európa-liga) |
| Legnagyobb arányú győzelem                      | minden kiírás: 6–0 Bőny (Magyar Kupa, 6. forduló, 2018. 09. 23.) bajnokság: 4–0 Kisvárda (bajnokság 2. forduló, 2018. 07. 28.)                                 |
| Legnagyobb arányú vereség                       | minden kiírás: 0–3 MOL Vidi (bajnokság 5. forduló, 2018. 08. 18.) bajnokság: 0–3 MOL Vidi (bajnokság 5. forduló, 2018. 08. 18.)                                |
| Legtöbb gól egy mérkőzésen                      | minden kiírás: 6 gól: Bőny (Magyar Kupa, 6. forduló, 2018. 09. 23.) bajnokság: 5 gól: Haladás (hazai pályán 3–2 győzelem, bajnokság 1. forduló, 2018. 07. 21.) |
| Legmagasabb hazai nézőszám                      | 3.579 néző, Ferencváros (bajnokság 8. forduló, 2018. 09. 15.)                                                                                                  |
| Legalacsonyabb hazai nézőszám                   | 1.174 néző, Kisvárda (bajnokság 2. forduló, 2018. 07. 29.) |
| Legtöbb gólt szerző játékos                     | minden kiírás: 8 gól: • Danilo (6 bajnokság, 0 Magyar kupa, 2 Európa-liga) (ebből 3 büntetőből)bajnokság: 6 gól: • Danilo                                      |
| Legtöbbet figyelmeztetett játékos               | 6 figyelmeztetés: • Batik (5 , 1 ) (3 bajnokság, 0 Magyar kupa, 3 Európa-liga)                                                                                 |
| Leghosszabb veretlenségi sorozat a bajnokságban | 4 mérkőzés: • 1. forduló (2018.07.22.) — 4. forduló (2018.08.12.) és • 10. forduló (2018.10.06.) — jelenleg is tart                                            |
| Pont (csak OTP Bank Liga)                       | 26 pont a megszerezhető 39 pontból (66,7%) |

### Kiírások
A felkészülési mérkőzéseket nem vettük figyelembe.
Dőlttel a jelenleg még le nem zárult kiírásokat illetve az azokban elért helyezést jelöltük.
| Kiírás        | Statisztikák | Statisztikák | Statisztikák | Statisztikák | Statisztikák | Statisztikák | Statisztikák | Statisztikák | Kezdő forduló/ helyezés  | Végső forduló/ helyezés | Mérkőzések dátumai | Mérkőzések dátumai | Mérkőzések dátumai |
| Kiírás        | M            | GY           | D            | V            | LG–KG        | GK           | RGÁ          | KGÁ          | Kezdő forduló/ helyezés  | Végső forduló/ helyezés | Első               | Utolsó             | Következő          |
| ------------- | ------------ | ------------ | ------------ | ------------ | ------------ | ------------ | ------------ | ------------ | ------------------------ | ----------------------- | ------------------ | ------------------ | ------------------ |
| OTP Bank Liga | 13           | 08           | 2            | 3            | 18–08        | +10          | 1,38         | 0,62         | 5.                       | 2.                      | 2018. 07. 21.      | 2018. 11. 03.      | 2018. 11. 10.      |
| Magyar kupa   | 02           | 02           | 0            | 0            | 07–0         | 0+7          | 3,50         | 0,00         | 6. forduló (legjobb 128) | 7. forduló (legjobb 64) | 2018. 09. 23.      | 2018. 10. 31.      | 2018. 12. 05.      |
| Európa-liga   | 04           | 02           | 0            | 2            | 06–04        | 0+2          | 1,50         | 1,00         | 1. selejtezőkör          | 2. selejtezőkör         | 2018. 07. 11.      | 2018. 08. 02.      | —                  |
| Hazai pályán  | 09           | 07           | 0            | 2            | 17–06        | +11          | 1,88         | 0,66         |                          |                         |                    |                    |                    |
| Idegenben     | 10           | 05           | 2            | 3            | 14–06        | 0+8          | 1,40         | 0,60         |                          |                         |                    |                    |                    |
| Összesen      | 19           | 12           | 2            | 5            | 31–12        | +19          | 1,63         | 0,63         |                          |                         |                    |                    |                    |

### Bajnoki eredmények összesítése
Az alábbi táblázatban összesítve szerepelnek a Budapest Honvéd aktuális szezon OTP Bank Ligában elért eredményei.
A százalék számítás a 3 pontos rendszerben történik.

#### Körök szerinti bontásban
| Kör (forduló)            | Otthon | Otthon | Otthon | Otthon | Otthon | Otthon | Otthon | Otthon | Idegenben | Idegenben | Idegenben | Idegenben | Idegenben | Idegenben | Idegenben | Idegenben |
| Kör (forduló)            | M      | GY     | D      | V      | LG–KG  | GK     | P      | %      | M         | GY        | D         | V         | LG–KG     | GK        | P         | %         |
| ------------------------ | ------ | ------ | ------ | ------ | ------ | ------ | ------ | ------ | --------- | --------- | --------- | --------- | --------- | --------- | --------- | --------- |
| Első kör (1–11.)         | 07     | 05     | 0      | 02     | 12–6   | +6     | 15     | 71,4%  | 04        | 01        | 02        | 01        | 2–2       | 0         | 5         | 41,7%     |
| Második kör (12–22.)     | 0—     | 0—     | 0—     | 0—     | —      | —      | —      | —      | 02        | 02        | 0         | 0         | 4–0       | +4        | 6         | 100,0%    |
| Harmadik kör (23–33.)    | 0      | 0      | 0      | 0      |        |        |        |        | 0         | 0         | 0         | 0         |           |           |           |           |
| Összesen (1–33. forduló) | 07     | 05     | 0      | 02     | 12–6   | +6     | 15     | 71,4%  | 06        | 03        | 02        | 01        | 6–2       | +4        | 11        | 61,1%     |

#### Őszi/tavaszi szezon szerinti bontásban
| Kör (forduló)            | Otthon | Otthon | Otthon | Otthon | Otthon | Otthon | Otthon | Otthon | Idegenben | Idegenben | Idegenben | Idegenben | Idegenben | Idegenben | Idegenben | Idegenben |
| Kör (forduló)            | M      | GY     | D      | V      | LG–KG  | GK     | P      | %      | M         | GY        | D         | V         | LG–KG     | GK        | P         | %         |
| ------------------------ | ------ | ------ | ------ | ------ | ------ | ------ | ------ | ------ | --------- | --------- | --------- | --------- | --------- | --------- | --------- | --------- |
| Őszi szezon (1–18.)      | 07     | 05     | 0      | 02     | 12–6   | +6     | 15     | 71,4%  | 06        | 03        | 02        | 01        | 6–2       | +4        | 11        | 61,1%     |
| Tavaszi szezon (19–33.)  | 0      | 0      | 0      | 0      |        |        |        |        | 0         | 0         | 0         | 0         |           |           |           |           |
| Összesen (1–33. forduló) | 07     | 05     | 0      | 02     | 12–6   | +6     | 15     | 71,4%  | 06        | 03        | 02        | 01        | 6–2       | +4        | 11        | 61,1%     |

| Játékos                                        | Összes gól                                     | Összes gól                                     | Összes gól                                     | OTP Bank Liga                                  | OTP Bank Liga                                  | OTP Bank Liga                                  | OTP Bank Liga | OTP Bank Liga | OTP Bank Liga | OTP Bank Liga | OTP Bank Liga | OTP Bank Liga | OTP Bank Liga | OTP Bank Liga | OTP Bank Liga | OTP Bank Liga | OTP Bank Liga | OTP Bank Liga | OTP Bank Liga | OTP Bank Liga | OTP Bank Liga | OTP Bank Liga | OTP Bank Liga | OTP Bank Liga | OTP Bank Liga | OTP Bank Liga | OTP Bank Liga | OTP Bank Liga | OTP Bank Liga | OTP Bank Liga | OTP Bank Liga | OTP Bank Liga | OTP Bank Liga | OTP Bank Liga | OTP Bank Liga | OTP Bank Liga | OTP Bank Liga | OTP Bank Liga | OTP Bank Liga | Magyar kupa | Magyar kupa | Magyar kupa | Magyar kupa | Magyar kupa | Magyar kupa | Magyar kupa | Magyar kupa | Magyar kupa | Magyar kupa | Magyar kupa | Magyar kupa | Európa-liga | Európa-liga | Európa-liga | Európa-liga | Európa-liga | Európa-liga | Európa-liga |
| Játékos                                        | Összes gól                                     | Összes gól                                     | Összes gól                                     | Gólok                                          | Gólok                                          | Gólok                                          | 1             | 2             | 3             | 4             | 5             | 6             | 7             | 8             | 9             | 10            | 11            | 12            | 13            | 14            | 15            | 16            | 17            | 18            | 19            | 20            | 21            | 22            | 23            | 24            | 25            | 26            | 27            | 28            | 29            | 30            | 31            | 32            | 33            | Gólok       | Gólok       | Gólok       | 6           | 7           | 8           | 8d1         | 8dv         | 4d1         | 4dv         | ed1         | edv         | Gólok       | Gólok       | Gólok       | Q1.1        | Q1.2        | Q2.1        | Q2.2        |
| Játékos                                        | Gól                                            | 11                                             | öngól                                          | Gól                                            | 11                                             | öngól                                          | o             | o             | o             | i             | o             | o             | i             | o             | i             | o             | i             | i             | i             | i             | o             | i             | i             | o             | i             | o             | i             | o             | o             | i             | o             | i             | o             | o             | i             | o             | o             | i             | i             | Gól         | 11          | öngól       | i           | i           | i           |             |             |             |             |             |             | Gól         | 11          | öngól       | i           | o           | o           | i           |
| ---------------------------------------------- | ---------------------------------------------- | ---------------------------------------------- | ---------------------------------------------- | ---------------------------------------------- | ---------------------------------------------- | ---------------------------------------------- | ------------- | ------------- | ------------- | ------------- | ------------- | ------------- | ------------- | ------------- | ------------- | ------------- | ------------- | ------------- | ------------- | ------------- | ------------- | ------------- | ------------- | ------------- | ------------- | ------------- | ------------- | ------------- | ------------- | ------------- | ------------- | ------------- | ------------- | ------------- | ------------- | ------------- | ------------- | ------------- | ------------- | ----------- | ----------- | ----------- | ----------- | ----------- | ----------- | ----------- | ----------- | ----------- | ----------- | ----------- | ----------- | ----------- | ----------- | ----------- | ----------- | ----------- | ----------- | ----------- |
| Danilo                                         | 8                                              | 3                                              | 0                                              | 6                                              | 2                                              | 0                                              | Gól           | Gól           | gól           |               |               | Gól · gól     |               |               |               |               |               | Gól           |               |               |               |               |               |               |               |               |               |               |               |               |               |               |               |               |               |               |               |               |               | 0           | 0           | 0           |             |             |             |             |             |             |             |             |             | 2           | 1           | 0           |             | gól · Gól   |             |             |
| Holender                                       | 6                                              | 0                                              | 0                                              | 4                                              | 0                                              | 0                                              |               |               |               | Gól           |               |               |               |               |               | Gól           |               |               | Gól · Gól     |               |               |               |               |               |               |               |               |               |               |               |               |               |               |               |               |               |               |               |               | 0           | 0           | 0           |             |             |             |             |             |             |             |             |             | 2           | 0           | 0           |             | Gól · Gól   |             |             |
| Hidi                                           | 2                                              | 0                                              | 0                                              | 0                                              | 0                                              | 0                                              |               |               |               |               |               |               |               |               |               |               |               |               |               |               |               |               |               |               |               |               |               |               |               |               |               |               |               |               |               |               |               |               |               | 2           | 0           | 0           | Gól · Gól   |             |             |             |             |             |             |             |             | 0           | 0           | 0           |             |             |             |             |
| Kamber                                         | 2                                              | 0                                              | 0                                              | 1                                              | 0                                              | 0                                              | Gól           |               |               |               |               |               |               |               |               |               |               |               |               |               |               |               |               |               |               |               |               |               |               |               |               |               |               |               |               |               |               |               |               | 1           | 0           | 0           | Gól         |             |             |             |             |             |             |             |             | 0           | 0           | 0           |             |             |             |             |
| Lukács                                         | 2                                              | 0                                              | 0                                              | 2                                              | 0                                              | 0                                              | Gól           | Gól           |               |               |               |               |               |               |               |               |               |               |               |               |               |               |               |               |               |               |               |               |               |               |               |               |               |               |               |               |               |               |               | 0           | 0           | 0           |             |             |             |             |             |             |             |             |             | 0           | 0           | 0           |             |             |             |             |
| N’Gog                                          | 3                                              | 0                                              | 0                                              | 2                                              | 0                                              | 0                                              |               |               |               |               |               | Gól           |               |               |               |               |               |               | Gól           |               |               |               |               |               |               |               |               |               |               |               |               |               |               |               |               |               |               |               |               | 1           | 0           | 0           |             | Gól         |             |             |             |             |             |             |             | 0           | 0           | 0           |             |             |             |             |
| Tischler                                       | 2                                              | 0                                              | 0                                              | 0                                              | 0                                              | 0                                              |               |               |               |               |               |               |               |               |               |               |               |               |               |               |               |               |               |               |               |               |               |               |               |               |               |               |               |               |               |               |               |               |               | 2           | 0           | 0           | Gól · Gól   |             |             |             |             |             |             |             |             | 0           | 0           | 0           |             |             |             |             |
| Baráth                                         | 1                                              | 0                                              | 0                                              | 0                                              | 0                                              | 0                                              |               |               |               |               |               |               |               |               |               |               |               |               |               |               |               |               |               |               |               |               |               |               |               |               |               |               |               |               |               |               |               |               |               | 0           | 0           | 0           |             |             |             |             |             |             |             |             |             | 1           | 0           | 0           |             |             | Gól         |             |
| Batik                                          | 1                                              | 0                                              | 0                                              | 1                                              | 0                                              | 0                                              |               |               |               |               |               |               |               |               |               |               | Gól           |               |               |               |               |               |               |               |               |               |               |               |               |               |               |               |               |               |               |               |               |               |               | 0           | 0           | 0           |             |             |             |             |             |             |             |             |             | 0           | 0           | 0           |             |             |             |             |
| Gazdag                                         | 1                                              | 0                                              | 0                                              | 1                                              | 0                                              | 0                                              |               | Gól           |               |               |               |               |               |               |               |               |               |               |               |               |               |               |               |               |               |               |               |               |               |               |               |               |               |               |               |               |               |               |               | 0           | 0           | 0           |             |             |             |             |             |             |             |             |             | 0           | 0           | 0           |             |             |             |             |
| Lovrić                                         | 1                                              | 0                                              | 0                                              | 0                                              | 0                                              | 0                                              |               |               |               |               |               |               |               |               |               |               |               |               |               |               |               |               |               |               |               |               |               |               |               |               |               |               |               |               |               |               |               |               |               | 1           | 0           | 0           | Gól         |             |             |             |             |             |             |             |             | 0           | 0           | 0           |             |             |             |             |
| Nagy G.                                        | 1                                              | 0                                              | 0                                              | 0                                              | 0                                              | 0                                              |               |               |               |               |               |               |               |               |               |               |               |               |               |               |               |               |               |               |               |               |               |               |               |               |               |               |               |               |               |               |               |               |               | 0           | 0           | 0           |             |             |             |             |             |             |             |             |             | 1           | 0           | 0           | Gól         |             |             |             |
| öngól                                          | 1                                              | 0                                              | 0                                              | 1                                              | 0                                              | 0                                              |               | öngól         |               |               |               |               |               |               |               |               |               |               |               |               |               |               |               |               |               |               |               |               |               |               |               |               |               |               |               |               |               |               |               | 0           | 0           | 0           |             |             |             |             |             |             |             |             |             | 0           | 0           | 0           |             |             |             |             |
| Összesen                                       | 31                                             | 3                                              | 0                                              | 18                                             | 2                                              | 0                                              | 3             | 4             | 1             | 1             | 0             | 3             | 0             | 0             | 0             | 1             | 1             | 1             | 3             |               |               |               |               |               |               |               |               |               |               |               |               |               |               |               |               |               |               |               |               | 7           | 0           | 0           | 6           | 1           |             |             |             |             |             |             |             | 6           | 1           | 0           | 1           | 4           | 1           | 0           |
| OTP Bank Ligában – körök szerint               | OTP Bank Ligában – körök szerint               | OTP Bank Ligában – körök szerint               | OTP Bank Ligában – körök szerint               | OTP Bank Ligában – körök szerint               | OTP Bank Ligában – körök szerint               | OTP Bank Ligában – körök szerint               | 14            | 14            | 14            | 14            | 14            | 14            | 14            | 14            | 14            | 14            | 14            | 4             | 4             | 4             | 4             | 4             | 4             | 4             | 4             | 4             | 4             | 4             |               |               |               |               |               |               |               |               |               |               |               |             |             |             |             |             |             |             |             |             |             |             |             |             |             |             |             |             |             |             |
| OTP Bank Ligában – öszi–tavaszi szezon szerint | OTP Bank Ligában – öszi–tavaszi szezon szerint | OTP Bank Ligában – öszi–tavaszi szezon szerint | OTP Bank Ligában – öszi–tavaszi szezon szerint | OTP Bank Ligában – öszi–tavaszi szezon szerint | OTP Bank Ligában – öszi–tavaszi szezon szerint | OTP Bank Ligában – öszi–tavaszi szezon szerint | 18            | 18            | 18            | 18            | 18            | 18            | 18            | 18            | 18            | 18            | 18            | 18            | 18            | 18            | 18            | 18            | 18            | 18            |               |               |               |               |               |               |               |               |               |               |               |               |               |               |               |             |             |             |             |             |             |             |             |             |             |             |             |             |             |             |             |             |             |             |

| Játékos  | Dátum         | Forduló                                 | Ellenfél        | Végeredmény | A játékos góljainak száma |
| -------- | ------------- | --------------------------------------- | --------------- | ----------- | ------------------------- |
| Danilo   | 2018. 07. 17. | Európa-liga 1. selejtezőkör, visszavágó | Rabotnicski (o) | 4–0         | 2 (ebből 1 büntetőből)    |
| Holender | 2018. 07. 17. | Európa-liga 1. selejtezőkör, visszavágó | Rabotnicski (o) | 4–0         | 2                         |
| Danilo   | 2018. 08. 25. | Bajnokság 6. forduló                    | Debrecen (o)    | 3–0         | 2 (ebből 1 büntetőből)    |
| Hidi     | 2018. 09. 23. | Magyar Kupa 6. forduló                  | Bőny (i)        | 6–0         | 2                         |
| Tischler | 2018. 09. 23. | Magyar Kupa 6. forduló                  | Bőny (i)        | 6–0         | 2                         |
| Holender | 2018. 11. 03. | Bajnokság 13. forduló                   | Kisvárda (i)    | 3–0         | 2                         |

| Budapest Honvéd | I. félidő  | I. félidő   | I. félidő   | I. félidő | I. félidő | II. félidő  | II. félidő  | II. félidő  | II. félidő | II. félidő | Extra játékidő | Extra játékidő | Extra játékidő | Mind-összesen |
| Budapest Honvéd | 1–15. perc | 16–30. perc | 31–45. perc | 45+ perc  | Összesen  | 46–60. perc | 61–75. perc | 76–90. perc | 90+ perc   | Össz.      | 90–105. perc   | 105–120. perc  | Összesen       | Mind-összesen |
| --------------- | ---------- | ----------- | ----------- | --------- | --------- | ----------- | ----------- | ----------- | ---------- | ---------- | -------------- | -------------- | -------------- | ------------- |
| OTP Bank Liga   | 0          | 02          | 03          | 0         | 05        | 02          | 04          | 06          | 01         | 13         | —              | —              | —              | 18            |
| Magyar kupa     | 03         | 01          | 01          | 0         | 05        | 01          | 0           | 01          | 0          | 02         | 0              | 0              | 0              | 07            |
| Európa-liga     | 01         | 01          | 0           | 01        | 03        | 0           | 01          | 02          | 0          | 03         | 0              | 0              | 0              | 06            |
| Összesen        | 04         | 04          | 04          | 01        | 13        | 03          | 05          | 09          | 01         | 18         | 0              | 0              | 0              | 31            |

| Ellenfelek    | I. félidő  | I. félidő   | I. félidő   | I. félidő | I. félidő | II. félidő  | II. félidő  | II. félidő  | II. félidő | II. félidő | Extra játékidő | Extra játékidő | Extra játékidő | Mind-összesen |
| Ellenfelek    | 1–15. perc | 16–30. perc | 31–45. perc | 45+ perc  | Összesen  | 46–60. perc | 61–75. perc | 76–90. perc | 90+ perc   | Össz.      | 90–105. perc   | 105–120. perc  | Összesen       | Mind-összesen |
| ------------- | ---------- | ----------- | ----------- | --------- | --------- | ----------- | ----------- | ----------- | ---------- | ---------- | -------------- | -------------- | -------------- | ------------- |
| OTP Bank Liga | 0          | 03          | 01          | 0         | 04        | 02          | 0           | 02          | 0          | 04         | —              | —              | —              | 08            |
| Magyar kupa   | 0          | 0           | 0           | 0         | 0         | 0           | 0           | 0           | 0          | 0          | 0              | 0              | 0              | 0             |
| Európa-liga   | 0          | 01          | 01          | 0         | 02        | 01          | 0           | 01          | 0          | 02         | 0              | 0              | 0              | 04            |
| Összesen      | 0          | 04          | 02          | 0         | 06        | 03          | 0           | 03          | 0          | 06         | 0              | 0              | 0              | 12            |

| Játékos                                        | Összes figyelmeztetés                          | Összes figyelmeztetés                          | Összes figyelmeztetés                          | Összes figyelmeztetés                          | Összes figyelmeztetés                          | OTP Bank Liga                                  | OTP Bank Liga                                  | OTP Bank Liga                                  | OTP Bank Liga                                  | OTP Bank Liga                                  | OTP Bank Liga | OTP Bank Liga | OTP Bank Liga | OTP Bank Liga | OTP Bank Liga | OTP Bank Liga | OTP Bank Liga | OTP Bank Liga | OTP Bank Liga | OTP Bank Liga | OTP Bank Liga | OTP Bank Liga | OTP Bank Liga | OTP Bank Liga | OTP Bank Liga | OTP Bank Liga | OTP Bank Liga | OTP Bank Liga | OTP Bank Liga | OTP Bank Liga | OTP Bank Liga | OTP Bank Liga | OTP Bank Liga | OTP Bank Liga | OTP Bank Liga | OTP Bank Liga | OTP Bank Liga | OTP Bank Liga | OTP Bank Liga | OTP Bank Liga | OTP Bank Liga | OTP Bank Liga | OTP Bank Liga | Magyar kupa      | Magyar kupa      | Magyar kupa      | Magyar kupa      | Magyar kupa      | Magyar kupa | Magyar kupa | Magyar kupa | Magyar kupa | Magyar kupa | Magyar kupa | Magyar kupa | Magyar kupa | Magyar kupa | Európa-liga      | Európa-liga      | Európa-liga      | Európa-liga      | Európa-liga      | Európa-liga | Európa-liga | Európa-liga | Európa-liga |
| Játékos                                        | Összes figyelmeztetés                          | Összes figyelmeztetés                          | Összes figyelmeztetés                          | Összes figyelmeztetés                          | Összes figyelmeztetés                          | Figyelmeztetések                               | Figyelmeztetések                               | Figyelmeztetések                               | Figyelmeztetések                               | Figyelmeztetések                               | 1             | 2             | 3             | 4             | 5             | 6             | 7             | 8             | 9             | 10            | 11            | 12            | 13            | 14            | 15            | 16            | 17            | 18            | 19            | 20            | 21            | 22            | 23            | 24            | 25            | 26            | 27            | 28            | 29            | 30            | 31            | 32            | 33            | Figyelmeztetések | Figyelmeztetések | Figyelmeztetések | Figyelmeztetések | Figyelmeztetések | 6           | 7           | 8           | 8d1         | 8dv         | 4d1         | 4dv         | ed1         | edv         | Figyelmeztetések | Figyelmeztetések | Figyelmeztetések | Figyelmeztetések | Figyelmeztetések | Q1.1        | Q1.2        | Q2.1        | Q2.2        |
| Játékos                                        | Σ                                              |                                                |                                                |                                                | KM                                             | Σ                                              |                                                |                                                |                                                | KM                                             | o             | o             | o             | i             | o             | o             | i             | o             | i             | o             | i             | i             | i             | i             | o             | i             | i             | o             | i             | o             | i             | o             | o             | i             | o             | i             | o             | o             | i             | o             | o             | i             | i             | Σ                |                  |                  |                  | KM               | i           | i           | i           |             |             |             |             |             |             | Σ                |                  |                  |                  | KM               | i           | o           | o           | i           |
| ---------------------------------------------- | ---------------------------------------------- | ---------------------------------------------- | ---------------------------------------------- | ---------------------------------------------- | ---------------------------------------------- | ---------------------------------------------- | ---------------------------------------------- | ---------------------------------------------- | ---------------------------------------------- | ---------------------------------------------- | ------------- | ------------- | ------------- | ------------- | ------------- | ------------- | ------------- | ------------- | ------------- | ------------- | ------------- | ------------- | ------------- | ------------- | ------------- | ------------- | ------------- | ------------- | ------------- | ------------- | ------------- | ------------- | ------------- | ------------- | ------------- | ------------- | ------------- | ------------- | ------------- | ------------- | ------------- | ------------- | ------------- | ---------------- | ---------------- | ---------------- | ---------------- | ---------------- | ----------- | ----------- | ----------- | ----------- | ----------- | ----------- | ----------- | ----------- | ----------- | ---------------- | ---------------- | ---------------- | ---------------- | ---------------- | ----------- | ----------- | ----------- | ----------- |
| Baráth                                         | 4                                              | 4                                              | 0                                              | 0                                              | 0                                              | 4                                              | 4                                              | 0                                              | 0                                              | 0                                              |               |               |               |               |               | Sárga lap     |               |               | Sárga lap     |               |               | Sárga lap     | Sárga lap     |               |               |               |               |               |               |               |               |               |               |               |               |               |               |               |               |               |               |               |               | 0                | 0                | 0                | 0                | 0                |             |             |             |             |             |             |             |             |             | 0                | 0                | 0                | 0                | 0                |             |             |             |             |
| Batik                                          | 6                                              | 5                                              | 1                                              | 0                                              | 1                                              | 2                                              | 2                                              | 1                                              | 0                                              | 1                                              |               |               |               |               |               | X             |               | Sárga lap     |               |               | Sárga lap     |               |               |               |               |               |               |               |               |               |               |               |               |               |               |               |               |               |               |               |               |               |               | 0                | 0                | 0                | 0                | 0                |             |             |             |             |             |             |             |             |             | 3                | 3                | 0                | 0                | 0                | Sárga lap   | Sárga lap   |             | Sárga lap   |
| Danilo                                         | 2                                              | 2                                              | 0                                              | 0                                              | 0                                              | 2                                              | 2                                              | 0                                              | 0                                              | 0                                              |               |               |               |               |               | Sárga lap     |               |               | Sárga lap     |               |               |               |               |               |               |               |               |               |               |               |               |               |               |               |               |               |               |               |               |               |               |               |               | 0                | 0                | 0                | 0                | 0                |             |             |             |             |             |             |             |             |             | 0                | 0                | 0                | 0                | 0                |             |             |             |             |
| Gazdag                                         | 2                                              | 2                                              | 0                                              | 0                                              | 0                                              | 2                                              | 2                                              | 0                                              | 0                                              | 0                                              |               | Sárga lap     |               |               |               |               |               |               |               |               |               |               | Sárga lap     |               |               |               |               |               |               |               |               |               |               |               |               |               |               |               |               |               |               |               |               | 0                | 0                | 0                | 0                | 0                |             |             |             |             |             |             |             |             |             | 0                | 0                | 0                | 0                | 0                |             |             |             |             |
| Heffler                                        | 1                                              | 1                                              | 0                                              | 0                                              | 0                                              | 1                                              | 1                                              | 0                                              | 0                                              | 0                                              |               |               |               |               |               |               | Sárga lap     |               |               |               |               |               |               |               |               |               |               |               |               |               |               |               |               |               |               |               |               |               |               |               |               |               |               | 0                | 0                | 0                | 0                | 0                |             |             |             |             |             |             |             |             |             | 0                | 0                | 0                | 0                | 0                |             |             |             |             |
| Holdampf                                       | 1                                              | 1                                              | 0                                              | 0                                              | 0                                              | 0                                              | 0                                              | 0                                              | 0                                              | 0                                              |               |               |               |               |               |               |               |               |               |               |               |               |               |               |               |               |               |               |               |               |               |               |               |               |               |               |               |               |               |               |               |               |               | 1                | 1                | 0                | 0                | 0                |             | Sárga lap   |             |             |             |             |             |             |             | 0                | 0                | 0                | 0                | 0                |             |             |             |             |
| Holender                                       | 3                                              | 3                                              | 0                                              | 0                                              | 0                                              | 1                                              | 1                                              | 0                                              | 0                                              | 0                                              |               |               |               |               |               |               |               |               |               |               |               | Sárga lap     |               |               |               |               |               |               |               |               |               |               |               |               |               |               |               |               |               |               |               |               |               | 0                | 0                | 0                | 0                | 0                |             |             |             |             |             |             |             |             |             | 2                | 2                | 0                | 0                | 0                |             | Sárga lap   |             | Sárga lap   |
| Kamber                                         | 1                                              | 1                                              | 0                                              | 0                                              | 0                                              | 0                                              | 0                                              | 0                                              | 0                                              | 0                                              |               |               |               |               |               |               |               |               |               |               |               |               |               |               |               |               |               |               |               |               |               |               |               |               |               |               |               |               |               |               |               |               |               | 0                | 0                | 0                | 0                | 0                |             |             |             |             |             |             |             |             |             | 1                | 1                | 0                | 0                | 0                |             |             | Sárga lap   |             |
| Kukoč                                          | 5                                              | 5                                              | 0                                              | 0                                              | 0                                              | 4                                              | 4                                              | 0                                              | 0                                              | 0                                              |               | Sárga lap     | Sárga lap     | Sárga lap     |               |               | Sárga lap     |               |               |               |               |               |               |               |               |               |               |               |               |               |               |               |               |               |               |               |               |               |               |               |               |               |               | 1                | 1                | 0                | 0                | 0                |             | Sárga lap   |             |             |             |             |             |             |             | 0                | 0                | 0                | 0                | 0                |             |             |             |             |
| Lukács                                         | 3                                              | 3                                              | 0                                              | 0                                              | 0                                              | 3                                              | 3                                              | 0                                              | 0                                              | 0                                              |               |               | Sárga lap     | Sárga lap     | Sárga lap     |               | —             | —             | —             | —             | —             | —             | —             | —             | —             | —             | —             | —             | —             | —             | —             | —             | —             | —             | —             | —             | —             | —             | —             | —             | —             | —             | —             | 0                | 0                | 0                | 0                | 0                | —           | —           | —           | —           | —           | —           | —           | —           | —           | 0                | 0                | 0                | 0                | 0                |             |             |             |             |
| Májer                                          | 1                                              | 1                                              | 0                                              | 0                                              | 0                                              | 0                                              | 0                                              | 0                                              | 0                                              | 0                                              |               |               |               |               |               |               |               |               |               |               |               |               |               |               |               |               |               |               |               |               |               |               |               |               |               |               |               |               |               |               |               |               |               | 1                | 1                | 0                | 0                | 0                |             | Sárga lap   |             |             |             |             |             |             |             | 0                | 0                | 0                | 0                | 0                |             |             |             |             |
| Nagy G.                                        | 3                                              | 3                                              | 0                                              | 0                                              | 0                                              | 3                                              | 3                                              | 0                                              | 0                                              | 0                                              |               |               |               |               |               |               | Sárga lap     |               | Sárga lap     |               | Sárga lap     |               |               |               |               |               |               |               |               |               |               |               |               |               |               |               |               |               |               |               |               |               |               | 0                | 0                | 0                | 0                | 0                |             |             |             |             |             |             |             |             |             | 0                | 0                | 0                | 0                | 0                |             |             |             |             |
| Škvorc                                         | 1                                              | 1                                              | 0                                              | 0                                              | 0                                              | 1                                              | 1                                              | 0                                              | 0                                              | 0                                              | Sárga lap     |               |               |               |               |               |               |               |               |               |               |               |               |               |               |               |               |               |               |               |               |               |               |               |               |               |               |               |               |               |               |               |               | 0                | 0                | 0                | 0                | 0                |             |             |             |             |             |             |             |             |             | 0                | 0                | 0                | 0                | 0                |             |             |             |             |
| Uzoma                                          | 3                                              | 3                                              | 0                                              | 0                                              | 0                                              | 2                                              | 2                                              | 0                                              | 0                                              | 0                                              |               |               | Sárga lap     |               | Sárga lap     |               |               |               |               |               |               |               |               |               |               |               |               |               |               |               |               |               |               |               |               |               |               |               |               |               |               |               |               | 0                | 0                | 0                | 0                | 0                |             |             |             |             |             |             |             |             |             | 1                | 1                | 0                | 0                | 0                |             | Sárga lap   |             |             |
| Vadócz                                         | 1                                              | 1                                              | 0                                              | 0                                              | 0                                              | 0                                              | 0                                              | 0                                              | 0                                              | 0                                              |               |               |               |               |               |               |               |               |               |               |               |               |               |               |               |               |               |               |               |               |               |               |               |               |               |               |               |               |               |               |               |               |               | 0                | 0                | 0                | 0                | 0                |             |             |             |             |             |             |             |             |             | 1                | 1                | 0                | 0                | 0                |             |             | Sárga lap   |             |
| Összesen                                       | 37                                             | 35                                             | 1                                              | 0                                              | 1                                              | 26                                             | 25                                             | 1                                              | 0                                              | 1                                              | 1             | 2             | 3             | 2             | 3             | 2             | 3             | 1             | 3             | 0             | 2             | 2             | 2             |               |               |               |               |               |               |               |               |               |               |               |               |               |               |               |               |               |               |               |               | 3                | 3                | 0                | 0                | 0                | 0           | 3           |             |             |             |             |             |             |             | 8                | 8                | 0                | 0                | 0                | 1           | 3           | 2           | 2           |
| OTP Bank Ligában – körök szerint               | OTP Bank Ligában – körök szerint               | OTP Bank Ligában – körök szerint               | OTP Bank Ligában – körök szerint               | OTP Bank Ligában – körök szerint               | OTP Bank Ligában – körök szerint               | OTP Bank Ligában – körök szerint               | OTP Bank Ligában – körök szerint               | OTP Bank Ligában – körök szerint               | OTP Bank Ligában – körök szerint               | OTP Bank Ligában – körök szerint               | 22            | 22            | 22            | 22            | 22            | 22            | 22            | 22            | 22            | 22            | 22            | 4             | 4             | 4             | 4             | 4             | 4             | 4             | 4             | 4             | 4             | 4             |               |               |               |               |               |               |               |               |               |               |               |                  |                  |                  |                  |                  |             |             |             |             |             |             |             |             |             |                  |                  |                  |                  |                  |             |             |             |             |
| OTP Bank Ligában – öszi–tavaszi szezon szerint | OTP Bank Ligában – öszi–tavaszi szezon szerint | OTP Bank Ligában – öszi–tavaszi szezon szerint | OTP Bank Ligában – öszi–tavaszi szezon szerint | OTP Bank Ligában – öszi–tavaszi szezon szerint | OTP Bank Ligában – öszi–tavaszi szezon szerint | OTP Bank Ligában – öszi–tavaszi szezon szerint | OTP Bank Ligában – öszi–tavaszi szezon szerint | OTP Bank Ligában – öszi–tavaszi szezon szerint | OTP Bank Ligában – öszi–tavaszi szezon szerint | OTP Bank Ligában – öszi–tavaszi szezon szerint | 26            | 26            | 26            | 26            | 26            | 26            | 26            | 26            | 26            | 26            | 26            | 26            | 26            | 26            | 26            | 26            | 26            | 26            |               |               |               |               |               |               |               |               |               |               |               |               |               |               |               |                  |                  |                  |                  |                  |             |             |             |             |             |             |             |             |             |                  |                  |                  |                  |                  |             |             |             |             |

| Játékvezető    | Összes | Összes | Összes | Összes | Összes | OTP Bank Liga | OTP Bank Liga | OTP Bank Liga | OTP Bank Liga | OTP Bank Liga | OTP Bank Liga | OTP Bank Liga | OTP Bank Liga | OTP Bank Liga | OTP Bank Liga | OTP Bank Liga | OTP Bank Liga | OTP Bank Liga | OTP Bank Liga | OTP Bank Liga | OTP Bank Liga | OTP Bank Liga | OTP Bank Liga | OTP Bank Liga | OTP Bank Liga | OTP Bank Liga | OTP Bank Liga | OTP Bank Liga | OTP Bank Liga | OTP Bank Liga | OTP Bank Liga | OTP Bank Liga | OTP Bank Liga | OTP Bank Liga | OTP Bank Liga | OTP Bank Liga | OTP Bank Liga | OTP Bank Liga | OTP Bank Liga | OTP Bank Liga | OTP Bank Liga | OTP Bank Liga | OTP Bank Liga | Magyar kupa | Magyar kupa | Magyar kupa | Magyar kupa | Magyar kupa | Magyar kupa | Magyar kupa | Magyar kupa | Magyar kupa | Magyar kupa | Magyar kupa | Magyar kupa | Magyar kupa | Magyar kupa | Mérkőzések               |
| Játékvezető    | M      | Lapok  | Lapok  | Lapok  | Lapok  | M             | Lapok         | Lapok         | Lapok         | Lapok         | 1             | 2             | 3             | 4             | 5             | 6             | 7             | 8             | 9             | 10            | 11            | 12            | 13            | 14            | 15            | 16            | 17            | 18            | 19            | 20            | 21            | 22            | 23            | 24            | 25            | 26            | 27            | 28            | 29            | 30            | 31            | 32            | 33            | M           | Lapok       | Lapok       | Lapok       | Lapok       | 6           | 7           | 8           | 8d1         | 8dv         | 4d1         | 4dv         | ed1         | edv         | Mérkőzések               |
| Játékvezető    | M      | Σ      |        |        |        | M             | Σ             |               |               |               | o             | o             | o             | i             | o             | o             | i             | o             | i             | o             | i             | i             | i             | i             | o             | i             | i             | o             | i             | o             | i             | o             | o             | i             | o             | i             | o             | o             | i             | o             | o             | i             | o             | M           | Σ           |             |             |             | i           | i           | i           |             |             |             |             |             |             | Mérkőzések               |
| -------------- | ------ | ------ | ------ | ------ | ------ | ------------- | ------------- | ------------- | ------------- | ------------- | ------------- | ------------- | ------------- | ------------- | ------------- | ------------- | ------------- | ------------- | ------------- | ------------- | ------------- | ------------- | ------------- | ------------- | ------------- | ------------- | ------------- | ------------- | ------------- | ------------- | ------------- | ------------- | ------------- | ------------- | ------------- | ------------- | ------------- | ------------- | ------------- | ------------- | ------------- | ------------- | ------------- | ----------- | ----------- | ----------- | ----------- | ----------- | ----------- | ----------- | ----------- | ----------- | ----------- | ----------- | ----------- | ----------- | ----------- | ------------------------ |
| Berke Balázs   | 2      | 4      | 4      | 0      | 0      | 2             | 4             | 4             | 0             | 0             | 1             |               |               |               |               |               |               |               | 3             |               |               |               |               |               |               |               |               |               |               |               |               |               |               |               |               |               |               |               |               |               |               |               |               | 0           | 0           | 0           | 0           | 0           |             |             |             |             |             |             |             |             |             | HAL (1.–o), PUS (9.–i);  |
| Erdős József   | 2      | 3      | 3      | 0      | 0      | 2             | 3             | 3             | 0             | 0             |               |               |               | 2             |               |               |               | 1             |               |               |               |               |               |               |               |               |               |               |               |               |               |               |               |               |               |               |               |               |               |               |               |               |               | 0           | 0           | 0           | 0           | 0           |             |             |             |             |             |             |             |             |             | MEZ (4.–i); FTC (8.–o);  |
| Farkas Ádám    | 2      | 5      | 4      | 1      | 0      | 2             | 5             | 4             | 1             | 0             |               | 2             |               |               | 2 1           |               |               |               |               |               |               |               |               |               |               |               |               |               |               |               |               |               |               |               |               |               |               |               |               |               |               |               |               | 0           | 0           | 0           | 0           | 0           |             |             |             |             |             |             |             |             |             | KIS (2.–o);              |
| Kassai Viktor  | 2      | 5      | 5      | 0      | 0      | 2             | 5             | 5             | 0             | 0             |               |               | 3             |               |               |               |               |               |               |               |               | 2             |               |               |               |               |               |               |               |               |               |               |               |               |               |               |               |               |               |               |               |               |               | 0           | 0           | 0           | 0           | 0           |             |             |             |             |             |             |             |             |             | PAK (3.–o); HAL (12.–i); |
| Bognár Tamás   | 1      | 2      | 2      | 0      | 0      | 1             | 2             | 2             | 0             | 0             |               |               |               |               |               | 2             |               |               |               |               |               |               |               |               |               |               |               |               |               |               |               |               |               |               |               |               |               |               |               |               |               |               |               | 0           | 0           | 0           | 0           | 0           |             |             |             |             |             |             |             |             |             | DEB (6.–o);              |
| Csonka Bence   | 1      | 3      | 3      | 0      | 0      | 0             | 0             | 0             | 0             | 0             |               |               |               |               |               |               |               |               |               |               |               |               |               |               |               |               |               |               |               |               |               |               |               |               |               |               |               |               |               |               |               |               |               | 1           | 3           | 3           | 0           | 0           |             | 3           |             |             |             |             |             |             |             | Jászberény (MK 7.–i);    |
| Iványi Zoltán  | 1      | 3      | 3      | 0      | 0      | 1             | 3             | 3             | 0             | 0             |               |               |               |               |               |               | 3             |               |               |               |               |               |               |               |               |               |               |               |               |               |               |               |               |               |               |               |               |               |               |               |               |               |               | 0           | 0           | 0           | 0           | 0           |             |             |             |             |             |             |             |             |             | PAK (3.–o);              |
| Pillók Ádám    | 1      | 0      | 0      | 0      | 0      | 0             | 0             | 0             | 0             | 0             |               |               |               |               |               |               |               |               |               |               |               |               |               |               |               |               |               |               |               |               |               |               |               |               |               |               |               |               |               |               |               |               |               | 1           | 0           | 0           | 0           | 0           | 0           |             |             |             |             |             |             |             |             | Bőny (MK6.–i);           |
| Pintér Csaba   | 1      | 2      | 2      | 0      | 0      | 1             | 2             | 2             | 0             | 0             |               |               |               |               |               |               |               |               |               |               | 2             |               |               |               |               |               |               |               |               |               |               |               |               |               |               |               |               |               |               |               |               |               |               | 0           | 0           | 0           | 0           | 0           |             |             |             |             |             |             |             |             |             | MTK (11.–i);             |
| Solymosi Péter | 1      | 2      | 2      | 0      | 0      | 1             | 2             | 2             | 0             | 0             |               |               |               |               |               |               |               |               |               |               |               |               | 2             |               |               |               |               |               |               |               |               |               |               |               |               |               |               |               |               |               |               |               |               | 0           | 0           | 0           | 0           | 0           |             |             |             |             |             |             |             |             |             | KIS (13.–i);             |
| Szőts Gergely  | 1      | 0      | 0      | 0      | 0      | 1             | 0             | 0             | 0             | 0             |               |               |               |               |               |               |               |               |               | 0             |               |               |               |               |               |               |               |               |               |               |               |               |               |               |               |               |               |               |               |               |               |               |               | 0           | 0           | 0           | 0           | 0           |             |             |             |             |             |             |             |             |             | DIÓ (10.–o);             |
| Összesen       | 15     | 29     | 28     | 1      | 0      | 13            | 26            | 25            | 1             | 0             | 1             | 2             | 3             | 2             | 3             | 2             | 3             | 1             | 3             | 0             | 2             | 2             | 2             |               |               |               |               |               |               |               |               |               |               |               |               |               |               |               |               |               |               |               |               | 2           | 3           | 3           | 0           | 0           | 0           | 3           |             |             |             |             |             |             |             |                          |

| Helyezés | Kapus          | Összesen        | Összesen          | Bajnokság         | Bajnokság         | Magyar Kupa     | Magyar Kupa       | Európa-liga     | Európa-liga       |
| Helyezés | Kapus          | Összes mérkőzés | Ebből gól nélküli | Összes mérkőzés   | Ebből gól nélküli | Összes mérkőzés | Ebből gól nélküli | Összes mérkőzés | Ebből gól nélküli |
| -------- | -------------- | --------------- | ----------------- | ----------------- | ----------------- | --------------- | ----------------- | --------------- | ----------------- |
| 1.       | Gróf Dávid     | 17              | 10                | 13!--bajn össz--> | 8                 | 0               | 0                 | 4               | 2                 |
| 2.       | Horváth András | 2               | 2                 | 0                 | 0                 | 2               | 2                 | 0               | 0                 |
|          | Berla Attila   | 0               | 0                 | 0                 | 0                 | 0               | 0                 | 0               | 0                 |
| Összesen | Összesen       | 19              | 12                | 13                | 8                 | 2               | 2                 | 4               | 2                 |

| Dátum         | Esemény                                  | Ellenfél           | Település             | Távolság (km) | Úthossz (km) | Összesen        | OTP Bank Liga   | Magyar kupa     | Európa-liga     |
| Dátum         | Esemény                                  | Ellenfél           | Település             | Távolság (km) | Úthossz (km) | Göngyölítve(km) | Göngyölítve(km) | Göngyölítve(km) | Göngyölítve(km) |
| ------------- | ---------------------------------------- | ------------------ | --------------------- | ------------- | ------------ | --------------- | --------------- | --------------- | --------------- |
| 2018. 07. 11. | Európa-liga 1. selejtezőkör, 1. mérkőzés | Rabotnicski        | Szkopje, Macedónia    | 694           | 1.388        | 1.388           |                 |                 | 1.388           |
| 2018. 08. 02. | Európa-liga 2. selejtezőkör, visszavágó  | Progrès Niederkorn | Niederkorn, Luxemburg | 1.002         | 2.004        | 3.392           |                 |                 | 3.392           |
| 2018. 08. 12. | Bajnokság 4. forduló                     | Mezőkövesd         | Mezőkövesd            | 139           | 278          | 3.670           | 278             |                 |                 |
| 2018. 09. 01. | Bajnokság 7. forduló                     | Újpest             | Budapest              | 19            | 38           | 3.708           | 316             |                 |                 |
| 2018. 09. 23. | Magyar Kupa 6. forduló                   | Bőny               | Bőny                  | 118           | 236          | 3.944           |                 | 236             |                 |
| 2018. 09. 29. | Bajnokság 9. forduló                     | Puskás Akadémia    | Felcsút               | 55            | 110          | 4.054           | 426             |                 |                 |
| 2018. 10. 20. | Bajnokság 11. forduló                    | MTK                | Budapest              | 9             | 18           | 4.072           | 444             |                 |                 |
| 2018. 10. 27. | Bajnokság 12. forduló                    | Haladás            | Szombathely           | 232           | 464          | 4.536           | 908             |                 |                 |
| 2018. 10. 31. | Magyar Kupa 7. forduló                   | Jászberény         | Jászberény            | 70            | 140          | 4.676           |                 | 376             |                 |
| 2018. 11. 03. | Bajnokság 13. forduló                    | Kisvárda           | Kisvárda              | 289           | 578          | 5.114           | 1.486           |                 |                 |

|  | Bővebben: 2018–2019-es magyar labdarúgó-bajnokság (első osztály) |

| 1. ford. |

| Honvéd | 3 – 2 | Haladás |
| ------ | ----- | ------- |
|        |       |         |

| Részletek |

| 2. ford. |

| Honvéd | 4 – 0 | Kisvárda |
| ------ | ----- | -------- |
|        |       |          |

| Részletek |

| 3. ford. |

| Honvéd | 1 – 0 | Paks |
| ------ | ----- | ---- |
|        |       |      |

| Részletek |

| 4. ford. |

| Mezőkövesd | 0 – 1 | Honvéd |
| ---------- | ----- | ------ |
|            |       |        |

| Részletek |

| 5. ford. |

| Honvéd | 0 – 3 | MOL Vidi |
| ------ | ----- | -------- |
|        |       |          |

| Részletek |

| 6. ford. |

| Honvéd | 3 – 0 | Debrecen |
| ------ | ----- | -------- |
|        |       |          |

| Részletek |

| 7. ford. |

| Újpest | 0 – 0 | Honvéd |
| ------ | ----- | ------ |
|        |       |        |

| Részletek |

| 8. ford. |

| Honvéd | 0 – 1 | Ferencváros |
| ------ | ----- | ----------- |
|        |       |             |

| Részletek |

| 9. ford. |

| Puskás Ak. | 1 – 0 | Honvéd |
| ---------- | ----- | ------ |
|            |       |        |

| Részletek |

| 10. ford. |

| Honvéd | 1 – 0 | Diósgyőr |
| ------ | ----- | -------- |
|        |       |          |

| Részletek |

| 11. ford. |

| MTK | 1 – 1 | Honvéd |
| --- | ----- | ------ |
|     |       |        |

| Részletek |

| 12. ford. |

| Haladás | 0 – 1 | Honvéd |
| ------- | ----- | ------ |
|         |       |        |

| Részletek |

| 13. ford. |

| Kisvárda | 0 – 3 | Honvéd |
| -------- | ----- | ------ |
|          |       |        |

| Részletek |

| 14. ford. |

| Paks | – | Honvéd |
| ---- | - | ------ |
|      |   |        |

| Részletek |

| 15. ford. |

| Honvéd | – | Mezőkövesd |
| ------ | - | ---------- |
|        |   |            |

| Részletek |

| 16. ford. |

| MOL Vidi | – | Honvéd |
| -------- | - | ------ |
|          |   |        |

| Részletek |

| 17. ford. |

| Debrecen | – | Honvéd |
| -------- | - | ------ |
|          |   |        |

| Részletek |

| 18. ford. |

| Honvéd | – | Újpest |
| ------ | - | ------ |
|        |   |        |

| Részletek |

| 19. ford. |

| Ferencváros | – | Honvéd |
| ----------- | - | ------ |
|             |   |        |

| Részletek |

| 20. ford. |

| Honvéd | – | Puskás Ak. |
| ------ | - | ---------- |
|        |   |            |

| Részletek |

| 21. ford. |

| Diósgyőr | – | Honvéd |
| -------- | - | ------ |
|          |   |        |

| Részletek |

| 22. ford. |

| Honvéd | – | MTK |
| ------ | - | --- |
|        |   |     |

| Részletek |

| 23. ford. |

| Honvéd | – | Haladás |
| ------ | - | ------- |
|        |   |         |

| Részletek |

| 24. ford. |

| Kisvárda | – | Honvéd |
| -------- | - | ------ |
|          |   |        |

| Részletek |

| 25. ford. |

| Honvéd | – | Paks |
| ------ | - | ---- |
|        |   |      |

| Részletek |

| 26. ford. |

| Mezőkövesd | – | Honvéd |
| ---------- | - | ------ |
|            |   |        |

| Részletek |

| 27. ford. |

| Honvéd | – | MOL Vidi |
| ------ | - | -------- |
|        |   |          |

| Részletek |

| 28. ford. |

| Honvéd | – | Debrecen |
| ------ | - | -------- |
|        |   |          |

| Részletek |

| 29. ford. |

| Újpest | – | Honvéd |
| ------ | - | ------ |
|        |   |        |

| Részletek |

| 30. ford. |

| Honvéd | – | Ferencváros |
| ------ | - | ----------- |
|        |   |             |

| Részletek |

| 31. ford. |

| Honvéd | – | Diósgyőr |
| ------ | - | -------- |
|        |   |          |

| Részletek |

| 32. ford. |

| Puskás Ak. | – | Honvéd |
| ---------- | - | ------ |
|            |   |        |

| Részletek |

| 33. ford. |

| MTK | – | Honvéd |
| --- | - | ------ |
|     |   |        |

| Részletek |

| 1. ford. |

| Honvéd | 3 – 2 | Haladás |
| ------ | ----- | ------- |
|        |       |         |

| Részletek |

| 2. ford. |

| Honvéd | 4 – 0 | Kisvárda |
| ------ | ----- | -------- |
|        |       |          |

| Részletek |

| 3. ford. |

| Honvéd | 1 – 0 | Paks |
| ------ | ----- | ---- |
|        |       |      |

| Részletek |

| 4. ford. |

| Mezőkövesd | 0 – 1 | Honvéd |
| ---------- | ----- | ------ |
|            |       |        |

| Részletek |

| 5. ford. |

| Honvéd | 0 – 3 | MOL Vidi |
| ------ | ----- | -------- |
|        |       |          |

| Részletek |

| 6. ford. |

| Honvéd | 3 – 0 | Debrecen |
| ------ | ----- | -------- |
|        |       |          |

| Részletek |

| 7. ford. |

| Újpest | 0 – 0 | Honvéd |
| ------ | ----- | ------ |
|        |       |        |

| Részletek |

| 8. ford. |

| Honvéd | 0 – 1 | Ferencváros |
| ------ | ----- | ----------- |
|        |       |             |

| Részletek |

| 9. ford. |

| Puskás Ak. | 1 – 0 | Honvéd |
| ---------- | ----- | ------ |
|            |       |        |

| Részletek |

| 10. ford. |

| Honvéd | 1 – 0 | Diósgyőr |
| ------ | ----- | -------- |
|        |       |          |

| Részletek |

| 11. ford. |

| MTK | 1 – 1 | Honvéd |
| --- | ----- | ------ |
|     |       |        |

| Részletek |

| 12. ford. |

| Haladás | 0 – 1 | Honvéd |
| ------- | ----- | ------ |
|         |       |        |

| Részletek |

| 13. ford. |

| Kisvárda | 0 – 3 | Honvéd |
| -------- | ----- | ------ |
|          |       |        |

| Részletek |

| 14. ford. |

| Paks | – | Honvéd |
| ---- | - | ------ |
|      |   |        |

| Részletek |

| 15. ford. |

| Honvéd | – | Mezőkövesd |
| ------ | - | ---------- |
|        |   |            |

| Részletek |

| 16. ford. |

| MOL Vidi | – | Honvéd |
| -------- | - | ------ |
|          |   |        |

| Részletek |

| 17. ford. |

| Debrecen | – | Honvéd |
| -------- | - | ------ |
|          |   |        |

| Részletek |

| 18. ford. |

| Honvéd | – | Újpest |
| ------ | - | ------ |
|        |   |        |

| Részletek |

| 19. ford. |

| Ferencváros | – | Honvéd |
| ----------- | - | ------ |
|             |   |        |

| Részletek |

| 20. ford. |

| Honvéd | – | Puskás Ak. |
| ------ | - | ---------- |
|        |   |            |

| Részletek |

| 21. ford. |

| Diósgyőr | – | Honvéd |
| -------- | - | ------ |
|          |   |        |

| Részletek |

| 22. ford. |

| Honvéd | – | MTK |
| ------ | - | --- |
|        |   |     |

| Részletek |

| 23. ford. |

| Honvéd | – | Haladás |
| ------ | - | ------- |
|        |   |         |

| Részletek |

| 24. ford. |

| Kisvárda | – | Honvéd |
| -------- | - | ------ |
|          |   |        |

| Részletek |

| 25. ford. |

| Honvéd | – | Paks |
| ------ | - | ---- |
|        |   |      |

| Részletek |

| 26. ford. |

| Mezőkövesd | – | Honvéd |
| ---------- | - | ------ |
|            |   |        |

| Részletek |

| 27. ford. |

| Honvéd | – | MOL Vidi |
| ------ | - | -------- |
|        |   |          |

| Részletek |

| 28. ford. |

| Honvéd | – | Debrecen |
| ------ | - | -------- |
|        |   |          |

| Részletek |

| 29. ford. |

| Újpest | – | Honvéd |
| ------ | - | ------ |
|        |   |        |

| Részletek |

| 30. ford. |

| Honvéd | – | Ferencváros |
| ------ | - | ----------- |
|        |   |             |

| Részletek |

| 31. ford. |

| Honvéd | – | Diósgyőr |
| ------ | - | -------- |
|        |   |          |

| Részletek |

| 32. ford. |

| Puskás Ak. | – | Honvéd |
| ---------- | - | ------ |
|            |   |        |

| Részletek |

| 33. ford. |

| MTK | – | Honvéd |
| --- | - | ------ |
|     |   |        |

| Részletek |

| 1. forduló 2018. július 21., szombat 20:15 |

| Honvéd                                                        | 3 – 2               | Swietelsky Haladás                                                                   |
| ------------------------------------------------------------- | ------------------- | ------------------------------------------------------------------------------------ |
| Danilo (1–0) 42' Kamber (2–1) 67' Lukács (3–1) 76' Škvorc 14' | (1 – 1) Jegyzőkönyv | 50' (1–1) Priskin 80' (3–2) Bamgboye 16' Jagodics M. 53' Beneš 74' Petró 81′ Priskin |

| Bozsik József Stadion, Budapest Nézőszám: 1.670 Játékvezető: Berke Balázs (magyar) Asszisztensek: Szert Balázs és Lémon Oszkár |

| Csapat  | Labdabirtoklás | Lövés | Kaput találtlövés | Ebből gól | Szöglet | Szabálytalanság | Sárga lap | Piros lap | Passz | Sikeres passz | Párharc | Megnyert párharc |
| ------- | -------------- | ----- | ----------------- | --------- | ------- | --------------- | --------- | --------- | ----- | ------------- | ------- | ---------------- |
| Honvéd  | 1455 mp (57%)  | 18    | 9 (50%)           | 3 (33%)   | 6       | 10              | 1         | 0         | 407   | 318 (78%)     | 141     | 76 (54%)         |
| Haladás | 1106 mp (43%)  | 11    | 4 (36%)           | 2 (50%)   | 9       | 18              | 3         | 1         | 300   | 220 (73%)     | 141     | 65 (46%)         |

| 2. forduló 2018. július 29., vasárnap 18:00 (tv: M4 Sport) |

| Honvéd                                                                                                 | 4 – 0               | Kisvárda Master Good                               |
| --- | ------------------- | -------------------------------------------------- |
| Danilo (1–0) 24' (11-esből) Jánvári (2–0) 72' Gazdag (3–0) 85' Lukács (4–0) 90+1' Kukoč 25' Gazdag 63' | (1 – 0) Jegyzőkönyv | 23' Bertucci 65' Bériosz 69' Protics 82' Gosztonyi |

| Bozsik József Stadion, Budapest Nézőszám: 1.174 Játékvezető: Farkas Ádám (magyar) Asszisztensek: Buzás Balázs és Georgiou Theodoros |

| Csapat   | Labdabirtoklás | Lövés | Kaput találtlövés | Ebből gól | Szöglet | Szabálytalanság | Sárga lap | Piros lap | Passz | Sikeres passz | Párharc | Megnyert párharc |
| -------- | -------------- | ----- | ----------------- | --------- | ------- | --------------- | --------- | --------- | ----- | ------------- | ------- | ---------------- |
| Honvéd   | 1759 mp (55%)  | 16    | 6 (38%)           | 4 (67%)   | 3       | 18              | 2         | 0         | 391   | 310 (79%)     | 142     | 71 (50%)         |
| Kisvárda | 1416 mp (45%)  | 5     | 1 (20%)           | 0 (0%)    | 0       | 14              | 4         | 0         | 434   | 351 (81%)     | 142     | 71 (40%)         |

| 3. forduló 2018. augusztus 5., vasárnap 18:00 |

| Honvéd                                                       | 1 – 0               | Paks                                             |
| ------------------------------------------------------------ | ------------------- | ------------------------------------------------ |
| Danilo (1–0) 49' (11-esből) Uzoma 46' Kukoč 86' Lukács 90+1' | (0 – 0) Jegyzőkönyv | 34' Simon 46' Lenzsér 42′, 48′ Papp 67' Haraszti |

| Bozsik József Stadion, Budapest Nézőszám: 1.740 Játékvezető: Kassai Viktor (magyar) Asszisztensek: Georgiou Theodoros és Medovarszki János |

| Csapat | Labdabirtoklás | Lövés | Kaput találtlövés | Ebből gól | Szöglet | Szabálytalanság | Sárga lap | Piros lap | Passz | Sikeres passz | Párharc | Megnyert párharc |
| ------ | -------------- | ----- | ----------------- | --------- | ------- | --------------- | --------- | --------- | ----- | ------------- | ------- | ---------------- |
| Honvéd | 1679 mp (58%)  | 10    | 7 (70%)           | 1 (14%)   | 5       | 17              | 3         | 0         | 415   | 325 (78%)     | 189     | 102 (55%)        |
| Paks   | 1226 mp (42%)  | 8     | 5 (63%)           | 0 (0%)    | 6       | 19              | 4         | 1         | 375   | 291 (78%)     | 189     | 87 (46%)         |

| 4. forduló 2018. augusztus 12., vasárnap 17:00 |

| Mezőkövesd Zsóry FC | 0 – 1               | Honvéd                                    |
| ------------------- | ------------------- | ----------------------------------------- |
| Silye 70'           | (0 – 0) Jegyzőkönyv | 51' (0–1) Holender 71' Lukács 90+3' Kukoč |

| Városi stadion, Mezőkövesd Nézőszám: 1.740 Játékvezető: Erdős József (magyar) Asszisztensek: Tóth II. Vencel és Szert Balázs |

| Csapat     | Labdabirtoklás | Lövés | Kaput találtlövés | Ebből gól | Szöglet | Szabálytalanság | Sárga lap | Piros lap | Passz | Sikeres passz | Párharc | Megnyert párharc |
| ---------- | -------------- | ----- | ----------------- | --------- | ------- | --------------- | --------- | --------- | ----- | ------------- | ------- | ---------------- |
| Mezőkövesd | 1830 mp (54%)  | 11    | 2 (18%)           | 0 (0%)    | 6       | 14              | 1         | 0         | 598   | 501 (84%)     | 194     | 99 (51%)         |
| Honvéd     | 1548 mp (46%)  | 16    | 3 (19%)           | 1 (33%)   | 7       | 8               | 2         | 0         | 401   | 314 (78%)     | 194     | 95 (49%)         |

| 5. forduló 2018. augusztus 18., szombat 19:30 (tv: M4 Sport) |

| Budapest Honvéd                    | 0 – 3               | MOL Vidi                                                                                         |
| ---------------------------------- | ------------------- | ------------------------------------------------------------------------------------------------ |
| Uzoma 9' Batik 14′, 36′ Lukács 72' | (0 – 2) Jegyzőkönyv | 26' (0–1) Kovács 39' (0–2) Huszti 51' (0–3) Hadžić 3' Vinícius 4' Juhász 34' Lazovics 86' Berecz |

| Új Hidegkuti Nándor stadion, Budapest Nézőszám: 2.007 Játékvezető: Farkas Ádám (magyar) Asszisztensek: Berettyán Péter és Kóbor Péter |

| Honvéd | Vidi |

| Csapat | Labdabirtoklás | Lövés | Kaput találtlövés | Ebből gól | Szöglet | Szabálytalanság | Sárga lap | Piros lap | Passz | Sikeres passz | Párharc | Megnyert párharc |
| ------ | -------------- | ----- | ----------------- | --------- | ------- | --------------- | --------- | --------- | ----- | ------------- | ------- | ---------------- |
| Honvéd | 1276 mp (40%)  | 10    | 1 (10%)           | 0 (0%)    | 4       | 11              | 3         | 1         | 364   | 306 (84%)     | 121     | 53 (44%)         |
| Vidi   | 1928 mp (60%)  | 10    | 8 (80%)           | 3 (38%)   | 6       | 11              | 4         | 0         | 570   | 503 (88%)     | 121     | 68 (56%)         |

| 6. forduló 2018. augusztus 25., szombat 17:00 (tv: M4 Sport) |

| Budapest Honvéd                                                                   | 3 – 0               | Debreceni VSC                                     |
| --------------------------------------------------------------------------------- | ------------------- | ------------------------------------------------- |
| Danilo (1–0) 22' Danilo (2–0) 79' (11-esből) N’Gog (3–0) 87' Danilo 4' Baráth 69' | (1 – 0) Jegyzőkönyv | 18' Avdijaj 39' Varga K. 48' Könyves 50' Ferenczi |

| Új Hidegkuti Nándor stadion, Budapest Nézőszám: 1.765 Játékvezető: Bognár Tamás (magyar) Asszisztensek: Buzás Balázs és Medovarszki János |

| Honvéd | Debrecen |

| Csapat   | Labdabirtoklás | Lövés | Kaput találtlövés | Ebből gól | Szöglet | Szabálytalanság | Sárga lap | Piros lap | Passz | Sikeres passz | Párharc | Megnyert párharc |
| -------- | -------------- | ----- | ----------------- | --------- | ------- | --------------- | --------- | --------- | ----- | ------------- | ------- | ---------------- |
| Honvéd   | 1625 mp (53%)  | 18    | 11 (61%)          | 3 (27%)   | 4       | 9               | 2         | 0         | 407   | 308 (76%)     | 167     | 95 (57%)         |
| Debrecen | 1465 mp (47%)  | 11    | 3 (27%)           | 0 (0%)    | 5       | 14              | 4         | 0         | 420   | 330 (79%)     | 167     | 72 (43%)         |

| 7. forduló 2018. szeptember 1., szombat 19:30 (tv:M4 Sport) |

| Újpest      | 0 – 0       | Budapest Honvéd                   |
| ----------- | ----------- | --------------------------------- |
| Nagy D. 49' | Jegyzőkönyv | 19' Nagy G. 44' Kukoč 48' Heffler |

| Szusza Ferenc Stadion, Budapest Nézőszám: 3.561 Játékvezető: Iványi Zoltán (magyar) Asszisztensek: Albert István és Garai Péter |

| Újpest | Honvéd |

| 8. forduló 2018. szeptember 15., szombat 19:30 (tv: M4 Sport) |

| Budapest Honvéd | 0 – 1               | Ferencváros                                   |
| --------------- | ------------------- | --------------------------------------------- |
| Batik 57'       | (0 – 1) Jegyzőkönyv | 16' (0–1) Petrjak 43' Szpirovszki 90' Petrjak |

| Új Hidegkuti Nándor stadion, Budapest Nézőszám: 3.579 Játékvezető: Erdős József (magyar) Asszisztensek: Albert István és Berettyán Péter |

| Honvéd | Ferencváros |

| Csapat      | Labdabirtoklás | Lövés | Kaput találtlövés | Ebből gól | Szöglet | Szabálytalanság | Sárga lap | Piros lap | Passz | Sikeres passz | Párharc | Megnyert párharc |
| ----------- | -------------- | ----- | ----------------- | --------- | ------- | --------------- | --------- | --------- | ----- | ------------- | ------- | ---------------- |
| Honvéd      | 1651 mp (49%)  | 12    | 4 (33%)           | 0 (0%)    | 2       | 16              | 1         | 0         | 456   | 373 (82%)     | 187     | 91 (49%)         |
| Ferencváros | 1691 mp (51%)  | 10    | 1 (10%)           | 1 (100%)  | 1       | 14              | 2         | 0         | 521   | 436 (84%)     | 187     | 96 (51%)         |

| 9. forduló 2018. szeptember 29., szombat 17:00 |

| Puskás Akadémia                           | 1 – 0               | Budapest Honvéd                   |
| ----------------------------------------- | ------------------- | --------------------------------- |
| Knežević (1–0) 17' Arabuli 69' Osváth 84' | (1 – 0) Jegyzőkönyv | 33' Nagy G. 47' Danilo 64' Baráth |

| Pancho Aréna, Felcsút Nézőszám: 1.200 Játékvezető: Berke Balázs (magyar) Asszisztensek: Tóth II. Vencel és Varga Zsolt |

| Puskás Ak. | Honvéd |

| Csapat     | Labdabirtoklás | Lövés | Kaput találtlövés | Ebből gól | Szöglet | Szabálytalanság | Sárga lap | Piros lap | Passz | Sikeres passz | Párharc | Megnyert párharc |
| ---------- | -------------- | ----- | ----------------- | --------- | ------- | --------------- | --------- | --------- | ----- | ------------- | ------- | ---------------- |
| Puskás Ak. | 1435 mp (44%)  | 8     | 4 (50%)           | 1 (25%)   | 8       | 15              | 2         | 0         | 395   | 301 (76%)     | 187     | 102 (55%)        |
| Honvéd     | 1798 mp (56%)  | 16    | 3 (19%)           | 0 (0%)    | 3       | 16              | 3         | 0         | 526   | 430 (82%)     | 187     | 85 (45%)         |

| 10. forduló 2018. október 6., szombat 14:45 (tv: M4 Sport) |

| Budapest Honvéd    | 1 – 0               | Diósgyőr |
| ------------------ | ------------------- | -------- |
| Holender (1–0) 67' | (0 – 0) Jegyzőkönyv |          |

| Új Hidegkuti Nándor stadion, Budapest Nézőszám: 2.069 Játékvezető: Szőts Gergely (magyar) Asszisztensek: Albert István és Buzás Balázs |

| Honvéd | Diósgyőr |

| Csapat   | Labdabirtoklás | Lövés | Kaput találtlövés | Ebből gól | Szöglet | Szabálytalanság | Sárga lap | Piros lap | Passz | Sikeres passz | Párharc | Megnyert párharc |
| -------- | -------------- | ----- | ----------------- | --------- | ------- | --------------- | --------- | --------- | ----- | ------------- | ------- | ---------------- |
| Honvéd   | 1682 mp (52%)  | 19    | 6 (32%)           | 1 (17%)   | 5       | 13              | 0         | 0         | 488   | 397 (81%)     | 144     | 81 (56%)         |
| Diósgyőr | 1576 mp (48%)  | 6     | 3 (50%)           | 0 (0%)    | 2       | 12              | 0         | 0         | 470   | 397 (84%)     | 144     | 63 (44%)         |

| 11. forduló 2018. október 20., szombat 17:00 |

| MTK                                                   | 1 – 1               | Budapest Honvéd                       |
| ----------------------------------------------------- | ------------------- | ------------------------------------- |
| Bognár (1–1) 84' Kanta 9' Pintér Á. 53' Torghelle 72' | (0 – 1) Jegyzőkönyv | 36' (0–1) Batik 45' Batik 56' Nagy G. |

| Új Hidegkuti Nándor stadion, Budapest Nézőszám: 3.314 Játékvezető: Pintér Csaba (magyar) Asszisztensek: Berettyán Péter és Horváth Róbert |

| MTK | Honvéd |

| Csapat | Labdabirtoklás | Lövés | Kaput találtlövés | Ebből gól | Szöglet | Szabálytalanság | Sárga lap | Piros lap | Passz | Sikeres passz | Párharc | Megnyert párharc |
| ------ | -------------- | ----- | ----------------- | --------- | ------- | --------------- | --------- | --------- | ----- | ------------- | ------- | ---------------- |
| MTK    | 1487 mp (53%)  | 15    | 4 (27%)           | 1 (25%)   | 10      | 15              | 3         | 0         | 500   | 408 (82%)     | 158     | 78 (49%)         |
| Honvéd | 1336 mp (47%)  | 14    | 5 (36%)           | 1 (20%)   | 4       | 19              | 2         | 0         | 393   | 306 (78%)     | 158     | 80 (51%)         |

| 12. forduló 2018. október 27., szombat 17:00 |

| Swietelsky Haladás                         | 0 – 1               | Budapest Honvéd                            |
| ------------------------------------------ | ------------------- | ------------------------------------------ |
| Jagodics M. 29' Bošnjak 16′, 83′ Ofosu 83' | (0 – 0) Jegyzőkönyv | 90+1' (0–1) Danilo 75' Baráth 88' Holender |

| Haladás Sportkomplexum, Szombathely Nézőszám: 3.176 Játékvezető: Kassai Viktor (magyar) Asszisztensek: Varga Zsolt és Márkus Tamás |

| Haladás | Honvéd |

| Csapat  | Labdabirtoklás | Lövés | Kaput találtlövés | Ebből gól | Szöglet | Szabálytalanság | Sárga lap | Piros lap | Passz | Sikeres passz | Párharc | Megnyert párharc |
| ------- | -------------- | ----- | ----------------- | --------- | ------- | --------------- | --------- | --------- | ----- | ------------- | ------- | ---------------- |
| Haladás | 1141 mp (38%)  | 13    | 5 (38%)           | 0 (0%)    | 5       | 8               | 2         | 1         | 305   | 213 (70%)     | 144     | 70 (49%)         |
| Honvéd  | 1893 mp (62%)  | 11    | 4 (36%)           | 1 (25%)   | 7       | 16              | 2         | 0         | 575   | 477 (83%)     | 144     | 74 (51%)         |

| 13. forduló 2018. november 3., szombat 17:00 |

| Kisvárda Master Good | 0 – 3               | Budapest Honvéd                                                             |
| -------------------- | ------------------- | --------------------------------------------------------------------------- |
| Sassá 13'            | (0 – 1) Jegyzőkönyv | 32' (0–1) Holender 69' (0–2) Holender 78' (0–3) N’Gog 45' Baráth 67' Gazdag |

| Várkerti sporttelep, Kisvárda Nézőszám: 2.685 Játékvezető: Solymosi Péter (magyar) Asszisztensek: Szécsényi István és Vígh-Tarsonyi Gergő |

| Kisvárda | Honvéd |

| 14. forduló 2018. november 10., szombat 17:00 |

| Paks | – | Budapest Honvéd |
| ---- | - | --------------- |
|      |   |                 |

| Fehérvári úti stadion, Paks |

| Paks | Honvéd |

| 15. forduló 2018. november 24., szombat 17:00 |

| Budapest Honvéd | – | Mezőkövesd Zsóry FC |
| --------------- | - | ------------------- |
|                 |   |                     |

| Új Hidegkuti Nándor stadion, Budapest |

| Honvéd | Mezőkövesd |

| Forduló  | 1  | 2  | 3  | 4  | 5  | 6  | 7  | 8  | 9  | 10 | 11 | 12 | 13 | 14 | 15 | 16 | 17 | 18 | 19 | 20 | 21 | 22 | 23 | 24 | 25 | 26 | 27 | 28 | 29 | 30 | 31 | 32 | 33 |
| Helyszín | o  | o  | o  | i  | o  | o  | i  | o  | i  | o  | i  | i  | i  | i  | o  | i  | i  | o  | i  | o  | i  | o  | o  | i  | o  | i  | o  | o  | i  | o  | o  | i  | i  |
| -------- | -- | -- | -- | -- | -- | -- | -- | -- | -- | -- | -- | -- | -- | -- | -- | -- | -- | -- | -- | -- | -- | -- | -- | -- | -- | -- | -- | -- | -- | -- | -- | -- | -- |
| Eredmény | GY | GY | GY | GY | V  | GY | D  | V  | V  | GY | D  | GY | GY |    |    |    |    |    |    |    |    |    |    |    |    |    |    |    |    |    |    |    |    |
| Helyezés | 5. | 2. | 2. | 2. | 2. | 2. | 2. | 2. | 2. | 2. | 2. | 2. | 2. |    |    |    |    |    |    |    |    |    |    |    |    |    |    |    |    |    |    |    |    |

| Hely. | Csapat          | M  | Gy | D  | V  | G+ | G– | Gk  | P  | Továbbjutás vagy kiesés          |
| ----- | --------------- | -- | -- | -- | -- | -- | -- | --- | -- | -------------------------------- |
| 1.    | Ferencváros (B) | 33 | 23 | 5  | 5  | 72 | 27 | +45 | 74 | Bajnokok Ligája, 1. selejtezőkör |
| 2.    | Vidi (C)        | 33 | 18 | 7  | 8  | 53 | 37 | +16 | 61 | Európa-liga, 1. selejtezőkör     |
| 3.    | Debrecen        | 33 | 14 | 9  | 10 | 44 | 39 | +5  | 51 | Európa-liga, 1. selejtezőkör     |
| 4.    | Honvéd          | 33 | 13 | 10 | 10 | 46 | 38 | +8  | 49 | Európa-liga, 1. selejtezőkör     |
| 5.    | Újpest          | 33 | 12 | 12 | 9  | 38 | 28 | +10 | 48 |                                  |
| 6.    | Mezőkövesd      | 33 | 12 | 8  | 13 | 45 | 40 | +5  | 44 |                                  |
| 7.    | Puskás Akadémia | 33 | 11 | 7  | 15 | 36 | 45 | −9  | 40 |                                  |
| 8.    | Paks            | 33 | 9  | 12 | 12 | 33 | 46 | −13 | 39 |                                  |
| 9.    | Kisvárda        | 33 | 10 | 8  | 15 | 36 | 48 | −12 | 38 |                                  |
| 10.   | Diósgyőr        | 33 | 10 | 8  | 15 | 36 | 57 | −21 | 38 |                                  |
| 11.   | MTK (K)         | 33 | 10 | 4  | 19 | 42 | 56 | −14 | 34 | NB II                            |
| 12.   | Haladás (K)     | 33 | 8  | 6  | 19 | 31 | 51 | −20 | 30 | NB II                            |

|  | Bővebben: 2018–2019-es magyar labdarúgókupa |

| 2018. szeptember 23. |

| Bőny SE (Győr-Sopron-Moson megye II) | 0 – 6 | Budapest Honvéd |
| ------------------------------------ | ----- | --------------- |
|                                      |       |                 |

| Részletek |

| 2018. október 31. |

| Jászberényi FC (NB III – Keleti csoport) | 0 – 1 | Budapest Honvéd |
| ---------------------------------------- | ----- | --------------- |
|                                          |       |                 |

| Részletek |

| 2018. december 5. |

| Termálfürdő FC Tiszaújváros (NB III – Keleti csoport) | – | Budapest Honvéd |
| ----------------------------------------------------- | - | --------------- |
|                                                       |   |                 |

| Részletek |

| 2018. szeptember 23. |

| Bőny SE (Győr-Sopron-Moson megye II) | 0 – 6 | Budapest Honvéd |
| ------------------------------------ | ----- | --------------- |
|                                      |       |                 |

| Részletek |

| 2018. október 31. |

| Jászberényi FC (NB III – Keleti csoport) | 0 – 1 | Budapest Honvéd |
| ---------------------------------------- | ----- | --------------- |
|                                          |       |                 |

| Részletek |

| 2018. december 5. |

| Termálfürdő FC Tiszaújváros (NB III – Keleti csoport) | – | Budapest Honvéd |
| ----------------------------------------------------- | - | --------------- |
|                                                       |   |                 |

| Részletek |

|  | Bővebben: 2018–2019-es magyar labdarúgókupa#6. forduló (főtábla 1. forduló) |

| 2018. szeptember 23., vasárnap 12:30 |

| Bőny SE (megye II) | 0 – 6               | Budapest Honvéd                                                                                     |
| ------------------ | ------------------- | --------------------------------------------------------------------------------------------------- |
| Pinczés 78'        | (0 – 4) Jegyzőkönyv | 6' (0–1) Hidi 8' (0–2) Hidi 28' (0–3) Tischler 37' (0–4) Tischler 52' (0–5) Lovrić 76' (0–6) Kamber |

| Bőnyi focipálya, Bőny Nézőszám: 1.000 Játékvezető: Pillók Ádám (magyar) Asszisztensek: Szabó Péter és Gyürüsi Péter |

|  | Bővebben: 2018–2019-es magyar labdarúgókupa#7. forduló (főtábla 2. forduló) |

| 2018. október 31., szerda 18:00 |

| Jászberényi FC (NB III) | 0 – 1               | Budapest Honvéd                                 |
| ----------------------- | ------------------- | ----------------------------------------------- |
|                         | (0 – 1) Jegyzőkönyv | 5' (0–1) N’Gog 53' Kukoč 66' Májer 82' Holdampf |

| Széktói Stadion, Kecskemét Nézőszám: 1.000 Játékvezető: Csonka Bence (magyar) Asszisztensek: Csatári Tibor és Márkus Péter |

|  | Bővebben: 2018–2019-es magyar labdarúgókupa#8. forduló (főtábla 3. forduló) |

| 2018. december 5., szerda |

| Termálfürdő FC Tiszaújváros (NB III) | – | Budapest Honvéd |
| ------------------------------------ | - | --------------- |
|                                      |   |                 |

| Tiszaújváros Sportcentrum, Tiszaújváros |

|  | Bővebben: 2018–2019-es Európa-liga |

| 2018. július 11. |

| Rabotnicski | 2 – 1 | Budapest Honvéd |
| ----------- | ----- | --------------- |
|             |       |                 |

| Részletek |

| 2018. július 17. |

| Budapest Honvéd | 4 – 0 | Rabotnicski |
| --------------- | ----- | ----------- |
|                 |       |             |

| Részletek |

| 2018. július 26. |

| Budapest Honvéd | 1 – 0 | Progrès Niederkorn |
| --------------- | ----- | ------------------ |
|                 |       |                    |

| Részletek |

| 2018. augusztus 2. |

| Progrès Niederkorn | 2 – 0 | Budapest Honvéd |
| ------------------ | ----- | --------------- |
|                    |       |                 |

| Részletek |

| 2018. július 11. |

| Rabotnicski | 2 – 1 | Budapest Honvéd |
| ----------- | ----- | --------------- |
|             |       |                 |

| Részletek |

| 2018. július 17. |

| Budapest Honvéd | 4 – 0 | Rabotnicski |
| --------------- | ----- | ----------- |
|                 |       |             |

| Részletek |

| 2018. július 26. |

| Budapest Honvéd | 1 – 0 | Progrès Niederkorn |
| --------------- | ----- | ------------------ |
|                 |       |                    |

| Részletek |

| 2018. augusztus 2. |

| Progrès Niederkorn | 2 – 0 | Budapest Honvéd |
| ------------------ | ----- | --------------- |
|                    |       |                 |

| Részletek |

### 1. selejtezőkör

#### 1. mérkőzés
Az európai kupák történetében eddig egy macedón csapattal játszottak a kispestiek: 1996-ban a Kupagyőztesek Európa Kupájában (KEK) a Szloga Jugomagnat volt az ellenfelük. A párharc során a Bozsik Stadionban és Szkopjéban is 1–0-ra nyertek a magyarok.
Mérkőzés előtti nyilatkozatok:
Olyan mérkőzést szeretnénk játszani, amellyel megteremtjük annak az alapját, hogy a visszavágón továbbjussunk a következő fordulóba. Bízom benne, hogy a játékosok mindent megtesznek, ennek érdekében. Az utolsó két felkészülési mérkőzésükön már lehetett pozitív dolgokat látni, ha meg tudjuk valósítani az elképzeléseinket, akkor úgy gondolom, nem lehetnek problémáink.
Nincs rajtam teher. Ha folyamatosan azon agyalnék, hogy gólt kell lőnöm, és azt várnám, hogy mikor találok be, akkor biztosan lenne rajtam nyomás. Tudom, hogy tőlem várják a gólokat, remélem, hogy hamar sikerül gólokat lőnöm, és akkor még felszabadultabb lehetek. A mellettem játszó fiatalok ügyesek, bár inkább szélsők, de látszik rajtuk, hogy igyekeznek, fejlődni akarnak. Hogy mivel lennék elégedett? Az egy nullás győzelemmel mindenképpen. Az meg főleg jó lenne, ha még a gólt is én szerezném.
| 2018. július 11., szerda 17:30 (tv: Duna World) |

| Rabotnicski                                                                    | 2 – 1               | Budapest Honvéd               |
| ------------------------------------------------------------------------------ | ------------------- | ----------------------------- |
| P. Petkovski (1–0) 34' Bozsinovszki (2–1) 60' Herera 90+5' Sztyepanovics 90+6' | (1 – 1) Jegyzőkönyv | 45+1' (1–1) Nagy G. 88' Batik |

| Training Centre Petar Miloševski, Szkopje, Macedónia Játékvezető: Kristo Tohver (észt) Asszisztensek: Neeme Neemlaid és Aron Härsing |

- Budapest Honvéd: Gróf — Batik, Kamber , Škvorc — Holender, Gazdag, Vadócz, Nagy G. (Bamba  86'), Uzoma (Kukoč  72') — Danilo, Lukács (Májer  67')• Fel nem használt cserék: Horváth (kapus), Szendrei, Tömösvári • Vezetőedző: Supka Attila
- Rabotnicski: Bozsinovszki — Herera, Najdovszki, Mitrev, Sztevics – Bopeszu, Sztyepanovics , Sztevanovics (Szadiki  88') — Peev — P. Petkovszki (Geoffrey  79'), Sarkoszki (F. Petkovszki  71')• Fel nem használt cserék: Jankov (kapus), Kordoba, Ackovszki, Fazliju • Vezetőedző: Gjorgji Jovanovszki

A kijelölt kezdési időponthoz képest két perccel korábban kezdődött a Rabotnicki-Honvéd EL-selejtező. A találkozó első negyedórája nem tartogatott különösebb izgalmakat, ám a 20. perctől mindkét csapat előtt adódtak helyzetek. Előbb Danilo 20 méterről lőtt kapura, amit a hazaiak kapusa, Daniel Bozinovski nehezen tudott védeni. Az első kispesti helyzet után a macedónok átvették az irányítást, többet is birtokolták a labdát, aminek meglett az eredménye, a 34. percben megszerezte a vezetést a hazai csapat: Petar Petkovski tökéletes indítást kapott Oliver Peevtől, a támadónál jóval lassabb volt Škvorc és Kamber is, nyugodtan lőhette el a labdát Gróf mellett a kapuba; (1–0). A bekapott gól után ismét a hazaiak jeleskedtek, ám a kispesti kapus, Gróf Dávid becsúszva tudta szerelni a kapura törő Joel Bopesut. Az első félidő hosszabbításában, a 46. percben kiegyenlített a Honvéd: Nagy Gergő a semmiből, legalább 30 méterről lőtt kapura, a jó irányba vetődő Bozsinovszki csak hozzáérni tudott a labdához, az így is a jobb felsőben kötött ki; (1–1). A fordulás után sokáig érdemleges helyzetet nem tudott kialakítani a két csapat. A 60. percben ismét a hazaiak vezetnek: Sarkoszkiról teljesen elfeledkeztek a védők középen, a Sztevanovics bal oldali beadását ő váltotta gólra közelről; (2–1). A hazaiak vezető gólja után mindkét edző cserékkel frissített és a nagyobb lehetőségeket a macedónok alakították ki, ám Gróf Dávid állta a sarat. A 82. percben Gróf öklözött volna ki egy beadást, ám elszámolta magát, szerencsére Filip Petkovszki sem tudott mit kezdeni a labdával, pedig az üres kapuba fejelhetett volna. A hajrában már újabb találatok nem születtek, így maradt a 2-1-es Rabotnicski győzelem, amivel a kilencedik nemzetközi hazai tétmérkőzésükön maradtak veretlenek.
| Rabotnicski | Honvéd |

| Csapat      | Lövés | Kaput talált lövés | Ebből gól | Kaput nem talált lövés | Blokkolt lövés | Szöglet | Les | Szabálytalanság | Sárga lap | Piros lap |
| ----------- | ----- | ------------------ | --------- | ---------------------- | -------------- | ------- | --- | --------------- | --------- | --------- |
| Rabotnicski | 12    | 4 (33%)            | 2 (50%)   | 8                      | 0              | 1       | 1   | 9               | 2         | 0         |
| Honvéd      | 8     | 3 (38%)            | 1 (33%)   | 3                      | 2              | 5       | 0   | 13              | 1         | 0         |

Statisztikai adatok forrása: UEFA hivatalos honlapja
Mérkőzés utáni nyilatkozatok:
Azt kaptuk a Rabotnicskitől, amire számítottunk, amire a korábbi mérkőzéseik alapján készültünk. Nem tudtuk kontrollálni azokat a játékosokat, akik ellenfelünk játékát meghatározzák. Mindkét kapott gól előtt nagy hibát követtünk el. Nem szabad a védelemből még kifelé mozogni, amikor elveszítjük a labdát és már az ellenfél passzol kettőt-hármat. Nem vettük fel az embereket, s egy mélységi passz után jött az első kapott gól. A második macedón találatnál létszámfölénybe került az ellenfél, s az újabb gól lett a hibánk eredménye. Sajnos támadásban sem volt olyan a játékunk, amit terveztünk, egy tempóban futballoztunk, hiányoztak a ritmusváltások. A Rabotnicski búcsúztatásához azonban sokkal jobb játék kell, mint amit az első mérkőzésen mutattunk.
Minőségi futballt játszó csapat volt az ellenfelünk, ezért is örülök, hogy győzni tudtunk. Nem azért utazunk a visszavágóra, hogy az eredményt tartsuk, tudjuk, hogy az kockázatos lenne, gólt akarunk lőni, tudjuk, mire van szükség a továbbjutáshoz.
Sajnos a nagy gól most csak arra volt elég, hogy életbe tartsuk magunkat. Megmaradt a jó esélyünk a továbbjutásra, hiszen egy góllal is tovább léphetünk, de azt gondolom, ha jövő héten is így játszunk, mint az első meccsen, akkor semmit nem ér a gólom. Magasabb tempóra kell kapcsolni, mert a szerdai elég vontatott játék volt. Kiindulva a két legutóbbi edzőmérkőzésből a csapat ennél a teljesítménynél sokkal jobbra képes. Természetesen a felkészülési meccset nem lehet összehasonlítani egy Európa-liga-selejtezővel. Nem lepett meg bennünket a Rabotnicski játéka, erre készültünk, tudtuk, hogy egy hajtós, rakkolós csapat lesz az ellenfelünk. Szerintem mi leptük meg saját magunkat, az enervált játékunkkal. Győzelmi kényszerben vagyunk, hiszen a döntetlennel már a macedónok mennek tovább. Sokkal kezdeményezőbben kell játszanunk, viszont hátul az egységet, biztonságot meg kell tartanunk, hogy ne tudjanak úgy mögénk kerülni, mint ahogy az első mérkőzésen megtették egy párszor

#### Visszavágó
A mérkőzést az európai szövetség (UEFA) öt évvel ezelőtti büntetése miatt zárt kapuk mögött, nézők nélkül rendezték. A kispestiek 2–1-re elveszítették a párharc első meccsét idegenben, ezért a visszavágón rendkívül motiváltan léptek pályára, és ez az eredményben is gyorsan megmutatkozott.
| 2018. július 17., kedd 18:00 |

| Budapest Honvéd                                                                               | 4 – 0               | Rabotnicski                                           |
| --------------------------------------------------------------------------------------------- | ------------------- | ----------------------------------------------------- |
| Holender 78' (1–0) 6' • (2–0) 16' Danilo (3–0) 63' (11-esből) • (4–0) 84' Uzoma 20' Batik 51' | (2 – 0) Jegyzőkönyv | 22' Mitrev 61' Sztjepanovics 62′ Herera 77' Najdovski |

| Bozsik József Stadion, Budapest Nézőszám: zárt kapus Játékvezető: Marius Avram illetve Iulian Calin (a 30. perctől) (román) Asszisztensek: Cristian Orbulet és Vladimir Urzică |

- Budapest Honvéd: Gróf — Batik, Kamber , Škvorc — Heffler, Nagy G. (Kovács N.  86'), Vadócz, Gazdag, Uzoma (Kukoč  68') — Holender (Lukács  84'), Danilo • Fel nem használt cserék: Horváth (kapus), Májer, Lovrić, Szendrei • Vezetőedző: Supka Attila
- Rabotnicski: Bozsinovszki — Stevics, Najdovkszi, Mitrev, Herera — Peev, Styepanovics, Bopesu — Sarkoszki (Geoffrey  70'), Stevanovics, P. Petkovszki (F. Petkovszki  70') • Fel nem használt cserék: Jankov (kapus), Sadiki, Kordoba, Ackovszki • Vezetőedző: Gjorgji Jovanovszki

Supka Attila vezetőedző hétfőn elmondta, a szkopjei meccs előtt azt tervezték, hogy mélységi beindulásokkal megbontják ellenfelük védekezését, de mivel nem sikerült megvalósítaniuk, ezen feltétlenül javítaniuk kell. Ennek megfelelően a hazaiak már az első percekben nyomás alatt tartották a Rabotnicski kapuját. A 6. percben megszerezte a vezetést a Honvéd: Mitrev elbotlott, Holender Filip kapura törhetett, és jobbal 14 méterről a jobb alsóba lőtt a bal elmozduló kapus mellett; (1–0). 10 perccel később, a 16. percben ismét Holender Filip volt a főszereplő és gólszerző, egy csodás, lapos passzt kapott Gazdagtól, és az ötös bal sarka elől ballal elegánsan a túlsó sarokba emelt; (2–0). A 29. percben a román Marius Avram játékvezetőnek kificamodott a bokája, hordágyon kellett levinni a pályáról, ezért feladatát honfitársa, Iulian Calin vette át. Az első félidő hajrája a korábbi időszaknál némileg kiegyenlítettebb volt, de a vendégek nem tudtak szépíteni. A 62. percben a kolumbiai Sebastián Herera a tizenegyes-pontnál buktatta a ziccerben lévő Danilot, ezért a bíró kiállította, a megítélt büntetőt pedig a sértett magabiztosan értékesítette, jobbal a bal felsőbe lőtt; (3–0). Emberhátrányban nem volt számottevő esélye a macedón együttesnek, és a hajrában a brazil Danilo egy szép szóló végén akcióból is eredményes volt; (4–0). Így a Honvéd magabiztos sikerrel jutott tovább.
Továbbjutott a Budapest Honvéd, 5–2-s összesítéssel.
| Honvéd | Rabotnicski |

| Csapat      | Lövés | Kaput talált lövés | Ebből gól | Kaput nem talált lövés | Blokkolt lövés | Szöglet | Les | Szabálytalanság | Sárga lap | Piros lap |
| ----------- | ----- | ------------------ | --------- | ---------------------- | -------------- | ------- | --- | --------------- | --------- | --------- |
| Honvéd      | 13    | 6 (46%)            | 4 (67%)   | 5                      | 2              | 2       | 2   | 18              | 3         | 0         |
| Rabotnicski | 2     | 1 (50%)            | 1 (33%)   | 1                      | 0              | 0       | 2   | 11              | 3         | 1         |

Statisztikai adatok forrása: UEFA hivatalos honlapja

### 2. selejtezőkör

#### 1. mérkőzés
| 2018. július 26., csütörtök 19:00 (tv: Duna World) |

| Budapest Honvéd                        | 1 – 0               | Progrès Niederkorn                  |
| -------------------------------------- | ------------------- | ----------------------------------- |
| Baráth (1–0) 82' Kamber 58' Vadócz 77' | (0 – 0) Jegyzőkönyv | 66' Marques 72' Mutsch 81' O. Thill |

| Bozsik József Stadion, Budapest Játékvezető: Mohammed Al-Hakim (svéd) Asszisztensek: Peter Magnusson és Mahbod Beigi |

- Budapest Honvéd: Gróf — Batik, Kamber , Škvorc — Heffler, Gazdag, Nagy G. (Pölöskei  88'), Vadócz, Uzoma — Holender (Baráth  74'), Lukács (Cipf  52') • Fel nem használt cserék: Horváth (kapus), Banó-Szabó Bence, Lovrić, Kukoč • Vezetőedző: Supka Attila
- Progrès Niederkorn: Flauss — Martins, Ferino, Hall, Gobron — Marques, Mutsch (Vogel  79'), O.Thill — S. Thill, Francoise (Karapetyan  69'), De Almeida (Romeu Torres  90+4') • Fel nem használt cserék: Schinker (kapus), Ramdedovic, Soares, Kerger • Vezetőedző: Paolo Amodio

A 82. percben vezetést szerzett a Honvéd: Heffler jobb oldali szöglete után a védőjét megelőző Baráth Botond előrevetődve, jobb lábbal, hat méterről a kapuba talpalta a labdát; (1–0).
| Honvéd | Progrès Niederkorn |

#### Visszavágó
| 2018. augusztus 2., csütörtök 19:00 |

| Progrès Niederkorn                                                | 2 – 0               | Budapest Honvéd        |
| ----------------------------------------------------------------- | ------------------- | ---------------------- |
| De Almeida (1–0) 21' Marques (2–0) 84' Karapetyan 31' Karayer 88' | (1 – 0) Jegyzőkönyv | 56' Holender 90' Batik |

| Stade Jos Haupert, Niederkorn, Luxemburg Játékvezető: Karim Abed (Francia labdarúgó-szövetség) Asszisztensek: Frédéric Haquette és Mikael Berchebru |

- Budapest Honvéd: Gróf — Heffler, Batik, Kamber , Škvorc — Banó-Szabó (Baráth  33'), Vadócz, Nagy G., Uzoma (Kukoč  87') — Holender (Lukács  88'), Danilo • Fel nem használt cserék: Horváth (kapus), Cipf, Bamba • Vezetőedző: Supka Attila
- Progrès Niederkorn: Flauss — Martins, Marques, Hall, Gobron — O. Thill, Mutsch, S. Thill (Karayer  65') — Francoise (Bastos  73'), Karapetyan, De Almeida (Ferino  89') • Fel nem használt cserék: Schinker (kapus), Vogel, Ikene, Romeu Torres • Vezetőedző: Paolo Amodio

A 8. percben két hazai ziccer volt egymás után: Grófnak kellett nagyot védeni mindkét esetben. Előbb Francoise lőtt 9 méterről, majd fél perccel később De Almeida lépett ki tisztán, viszont nem tudta elgurítani a kapus mellett a labdát. A 21. percben megszerezte a vezetést a luxemburgi csapat: Kamber fejelte ki a labdát a 16-oson belülre, jött De Almeida, akinek a lövése megpattant, Batik beletette a fejét, és a labda a jobbra induló Gróf mellett a kapu közepében landolt; (1–0). Az első félidőben a játék képe alapján a Honvéd számára hízelgőbb az eredmény, mert a Niederkornnak a gólon kívül több ziccere is volt, míg a vendégek Danilo kapufáján felül alig tudtak valamit felmutatni. A 84. percben már a hazai csapat állt továbbjutásra: Uzoma felesleges, luftot eredményező ollózási próbálkozása után szöglet jött. A sarokrúgás után Vadóczról pattant le a labda Marques elé, aki 7 méterről a kapu jobb oldalába kotorta a labdát; (2–0). A második félidőben ugyan nem volt olyan fölényben a Niederkorn, mint az elsőben, és talán el is fáradt a hajrára, küzdésből mégis jelesre vizsgázott, és a meccs összképe alapján megérdemelt a továbbjutása. A Honvéd nemcsak gyengén, rossz szellemben is focizott, és könnyűnek találtatott: a magyar csapat számtalan gyatra megoldásával csak asszisztált a Niederkorn „történelmi meneteléséhez”. A luxemburgi csapat várja a Domzale–Ufa párharc továbbjutóját. A luxemburgi csapat története során először nyert két párharcot nemzetközi szereplése során.
Továbbjutott a Progrès Niederkorn, 2–1-s összesítéssel.
| Progrès Niederkorn | Honvéd |

| Csapat             | Lövés | Kaput talált lövés | Ebből gól | Kaput nem talált lövés | Kapus védés | Szöglet | Les | Szabálytalanság | Sárga lap | Piros lap |
| ------------------ | ----- | ------------------ | --------- | ---------------------- | ----------- | ------- | --- | --------------- | --------- | --------- |
| Progrès Niederkorn | 14    | 8 (57%)            | 2 (25%)   | 3                      | 3           | 1       | 0   | 18              | 2         | 0         |
| Honvéd             | 14    | 2 (14%)            | 0 (0%)    | 9                      | 3           | 4       | 3   | 14              | 2         | 0         |

Statisztikai adatok forrása: UEFA hivatalos honlapja

## Felkészülési mérkőzések
Győzelem
      Döntetlen
      Vereség

### Nyár
| 2018. június 20., szerda |

| Csiangszu Szuning                       | 2 – 0               | Budapest Honvéd |
| --------------------------------------- | ------------------- | --------------- |
| Xia Peng Fei (1–0) 19' Li Ang (2–0) 25' | (2 – 0) Jegyzőkönyv |                 |

| Crema, Olaszország Nézőszám: zártkapus Játékvezető: Parraella (olasz) Asszisztensek: Ricetti és Tolomini |

- Honvéd: Gróf — Heffler (Kovács N.  65'), Baráth, Čuković (Lippai  73') — Holender, Gazdag (Nagy G.  58'), Pölöskei (Tömösvári  szünetben), Banó-Szabó (Kukoc  szünetben), Uzoma — Danilo, Cipf (Májer  szünetben)
- Jiangsu: Gu Chao — Li Ang (Wang Song  szünetben), Tian Long, Yang Bo Yu, Liu Jiange (Boyake  szünetben) — Texeira, Xie Pengfei, Xia Otin, Wu Xi (Gao Tiany  68') – Awei (Meme 46.), Xi Xian (Chao Li  71')

A 19. percben a kínaiak alig lépték át a felezővonalat, még is vezetést szereztek: egy véleményes szabadrúgás után Xia Peng Fei lőtt a kapunkba, Gróf ugyan beleért, de a gólt nem tudta megakadályozni; (1–0). 6 perccel később, a 25. percben már kettővel vezettek a kínaiak: Heffler ütközött Texeirával, a brazil földre került, szabadrúgás. Li Ang 18 méterről a balsarokba lőtt; (2–0).
| 2018. június 28., csütörtök 17:00 |

| FC Orenburg                          | 2 – 1               | Budapest Honvéd |
| ------------------------------------ | ------------------- | --------------- |
| Csukanov (1–0) 32' Sljakov (2–0) 58' | (1 – 0) Jegyzőkönyv | 82' (2–1) Májer |

| Stegersbach (Szentelek), Ausztria |

- Honvéd: Gróf — Heffler (Kovács), Čuković, Mendy (Temesvári), Kukoc — Nagy G., Bamba (Szendrei), Guttier (Sambo), Pölöskei (Májer) — Silvio (Lukács), Abraw (Cipf)
- Orenburg: Frolov — Sljakov, Popovics, Csukanov, Bakaev — Maljarov, Sutormin, Popov, Afonyin — Ojevole, Sakhov

Ezt a mérkőzést arra használtuk fel, hogy megnézzük a próbajátékosokat. Szombaton erős ellenféllel játszunk, ezért néhány játékost most nem tartott velünk azok közül, akik az előző szezonban is a csapat tagjai voltak. Egy-két olyan próbajátékos van, akivel érdemes foglalkozni. Ezt még átbeszéljük a kollégákkal a héten, valószínűleg még lehetőséget adunk nekik a szombati mérkőzésen és utána eldöntjük, hogy szükség van-e rájuk, vagy nem. Nem szeretnénk sokáig húzni a döntést, mert a jövő heti két felkészülési meccsen már annak a csapatnak kellene szerepelnie, amely az Európa-ligában lép majd pályára. A fiatalok jó teljesítményt nyújtottak, lendületet vittek a játékba. Kovács Nikolasz nagyon jól megoldotta a jobb oldali védő feladatát, őt biztosan megnézzük még több meccsen is, és lehetőséget kap az első csapatban, de a többiek is jól szálltak be. Két-három olyan játékosra lenne szükségünk, belső védőre, középpályásra, csatárra, akikkel kiegészülve már komoly csapatot tudnánk alkotni. Bízom benne, hogy ezek a játékosok megérkeznek a héten, és velük kiegészülve  sokkal jobban néz ki majd a csapat.
| 2018. június 30., szombat 17:00 |

| Budapest Honvéd | 0 – 1               | Beitar Jeruzsálem    |
| --------------- | ------------------- | -------------------- |
|                 | (0 – 0) Jegyzőkönyv | 55' (0–1) Siroshtein |

| Telki Edzőközpont, Telki Nézőszám: zártkapus Játékvezető: Solymosi Péter (magyar) |

- Honvéd 1. félidő: Gróf — Čuković, Kamber, Fabiano Santacroce — Holender, Pilík, Bamba, Gazdag, Uzoma — Danilo, Abraw
- Honvéd 2. félidő: Gróf — Čuković, Kamber, Vadócz — Holender (Kovács N.), Pilík, Bamba (Heffler  65'), Gazdag (Lukács  76'), Uzoma (Kukoč  65') — Danilo (Májer  76'), Cipf
- Beitar: Nitzan — Peleg, Cuellar, Kahila, Keltjens — Sabo, Vered, Pardo, Berihon — Zehavi, Sylvester

Az olasz Fabiano Santacroce és a cseh Tomáš Pilík személyében két új próbajátékos kapott helyet a Budapest Honvéd csapatában. Čuković az eddigi felkészülési meccsek mindegyikén pályára lépett, Abraw az Orenburg ellen kapott lehetőséget. A többi próbajátékos nem nyerte el a szakvezetés tetszését, így ők távoztak. Az 55. percben jobb oldali izraeli szöglet után Bamba fejelte a magasba a labdát, ami Siroshtein elé került, a csatár pedig 13 méterről a kapu bal oldalába lőtt; (0–1).
Az első félidőben aránylag jó volt a játék, abban az időszakban nem voltak problémáink. Jól építettük fel a játékunkat, rendben volt a labdakihozatal, masszív volt a védekezésünk. Igazából a második félidőben volt egy-két hiba, amelyből az ellenfél tudott helyzeteket kialakítani és egy ilyen hiba után kaptuk a gólt is. Nem figyeltünk, nem vettük fel jól az embereket, ami ismétlődő hiba. Beszéltünk is már róla, gyakoroltunk is, hogy ne legyen máskor ilyen, bízom benne, hogy rövid időn belül ezeket ki tudjuk javítani, ha majd meglesznek azok a játékosok, akik biztosan maradnak nálunk. Nem könnyű úgy csapatot építeni, hogy egyelőre bizonyos posztokra hiányoznak még a megfelelő játékosok, így azokra is kevesebb idő jut, akik biztosan velünk lesznek a folytatásban. Közülük viszont többen is jó teljesítményt nyújtottak, Holender, Kamber, Uzoma, a középpályán Gazdag, de a védekező középpályás feladatait a most igazolt Bamba is jól oldotta meg. Danilo sokat dolgozott támadásban, de még nincs meg a partnere a játékban. Elég sok helyzetet dolgozunk ki, viszont ki is maradnak ezek a lehetőségek.
| 2018. július 4., szerda 17:00 |

| Budapest Honvéd                      | 2 – 0               | FC Nitra (Nyitra) |
| ------------------------------------ | ------------------- | ----------------- |
| Pölöskei (1–0) 17' Nagy G. (2–0) 65' | (1 – 0) Jegyzőkönyv |                   |

| Bozsik József Stadion, Budapest Nézőszám: 200 Játékvezető: Jakab Géza (magyar) Asszisztensek: Varga Gábor és Tinnyei Zsolt |

- Honvéd: Gróf — Heffler, Kamber, Batik — Holender (Cipf  ), Gazdag, Bamba (Nagy G.  ), Pölöskei (Vadócz  ), Uzoma (Kukoč  ) — Danilo (Kovács N.  ), Tömösvári (Lukács  ) • Vezetőedző: Supka Attila
- Nyitra: Hrosso — Niba, Krizan, Kóna, Fábry — Chovanec, Kotrik, Simonciic, Chobot — Taiwo, Kunik

A 17. percben' parádés góllal megszerezte a vezetést a Honvéd: Kamber hosszan indította a jobbszélen Holendert, aki remekül csavarta be a labdát, a középen érkező Pölöskei 10 méterről védhetetlenül fejelt a léc alá; (1–0). A 65. percben már kettővel vezettek a hazaiak, egy fenomenális góllal: Lukács szerzett labdát a saját térfelükön, majd Danilohoz passzolt, a brazil egy kötény után tette vissza Lukács elé, aki egyből passzolt a százszázalékos helyzetben lévő Nagy Gergő elé, az apró középpályás 11 méterről higgadtan lőtt a kapuba; (2–0).
A két együttes eddig egyszer, 2012. február 11-én Aranyosmaróton találkozott egymással. A meccs hazai sikert hozott, Hruška, Pavlovič és Orávik góljaival a vendéglátók 3–1-re nyertek, a Honvéd gólját Ceolin szerezte. Az újonnan igazolt horvát védő Dino Škvorc a kezdőben kapott helyet.
| 2018. július 7., szombat 17:00 |

| Budapest Honvéd                 | 2 – 1               | Zlaté Moravce (Aranyosmarót) |
| ------------------------------- | ------------------- | ---------------------------- |
| Májer (1–1) 49' Bamba (2–1) 86' | (0 – 1) Jegyzőkönyv | 29' (0–1) Dubek              |

| Bozsik József Stadion, Budapest Nézőszám: 330 Játékvezető: Karakó Ferenc (magyar) Asszisztensek: Ring György és Albert István |

- Honvéd 1. félidő: Gróf — Batik, Kamber, Škvorc — Holender, Gazdag, Vadócz, Pölöskei, Uzoma — Danilo, Lukács
- Honvéd 2. félidő: Horváth — Kovács N., Heffler, Lovrić, Temesvári, Kukoč — Szendrei, Nagy G., Bamba — Cipf (Tömösvári  68'), Májer • Vezetőedző: Supka Attila
- Zlate Moravce: Chovan — Brasen, Cserednyicsenko, Banovic, Ewerton — Maduka, Dimitrijevic, Dubek, Sukenik — Svec, Casado

A 29.percben az első moravcei támadás góllal végződött: a baloldalon kitörő Svec esett el Kamber mellett, a játékvezető 11-est ítélt, a büntetőt Dubek, magasan a kapu jobb oldalába lőtte; (0–1). A 49. percben egyenlítettek a vendéglátók: Májer Milán küzdött meg egy labdáért, majd kapura tört és még a keresztező védő előtt 14 méterről a kapuba lőtt; (1–1). A 86. percben már nyerésre állt a Honvéd: Kukoc a lassan már legendássá vált külsővel adott be, az érkező Bamba 6 méterről lőtt a kapuba; (2–1).